# Souks de Tunis
Les souks de Tunis sont un ensemble de magasins, boutiques et ateliers situés dans la médina de Tunis et édifiés pour la plupart dès le XIIIe siècle.
Ils s'articulent dans un ensemble de rues et ruelles et sont regroupés par corps de métier.
Outre leur existence en tant que source de travail pour plusieurs artisans, les souks représentent désormais une attraction touristique à l'entrée de la médina de Tunis. 

## Histoire

Vue d'une boutique en 1889.

La vie artisanale de Tunis remonte bien avant le XIIIe siècle, qui coïncide avec l'arrivée des Hafsides au pouvoir. C'est pourtant grâce aux princes de cette dynastie que la plupart des souks sont mis en place et localisés définitivement dans la médina.

## Organisation
Les souks sont alors le cœur économique de la Tunisie, les activités de négoce avec l'étranger, la production artisanale mais aussi le commerce des produits agricoles provenant des campagnes ayant lieu en son sein. Très vite, selon les différentes nuisances inhérentes aux métiers, les souks sont organisés selon un schéma simple. Près du cœur de la médina, constitué par la mosquée Zitouna, ainsi que dans la partie haute et occidentale de la ville sont regroupés les métiers dit nobles car ne causant ni nuisance sonore ou odorante ; les autres métiers sont relégués dans la périphérie ou vers la partie basse (Bab El Bhar) et orientale de la ville. Apparaît alors ce qu'on nomme une hiérarchie des métiers au sein des souks de la médina.

## Souk Bab El Fellah
Il est l'un des souks du faubourg sud de la médina de Tunis. Destiné à la classe moyenne voire pauvre, ses produits sont divers et destinés à une utilisation quotidienne. Ce souk est situé à l'extrémité sud du faubourg méridional de la médina.

## Souk de la Commission
Il tire son nom du siège de la commission financière internationale, qui s'est chargée en 1869 de gérer la dette de la régence de Tunis avant l'installation du protectorat français en 1881. Celui-ci se trouvait sur la même rue.
Il est spécialisé dans la vente de produits importés de Chine et d'Asie de l'Est.

## Souk Ech-Chaouachine

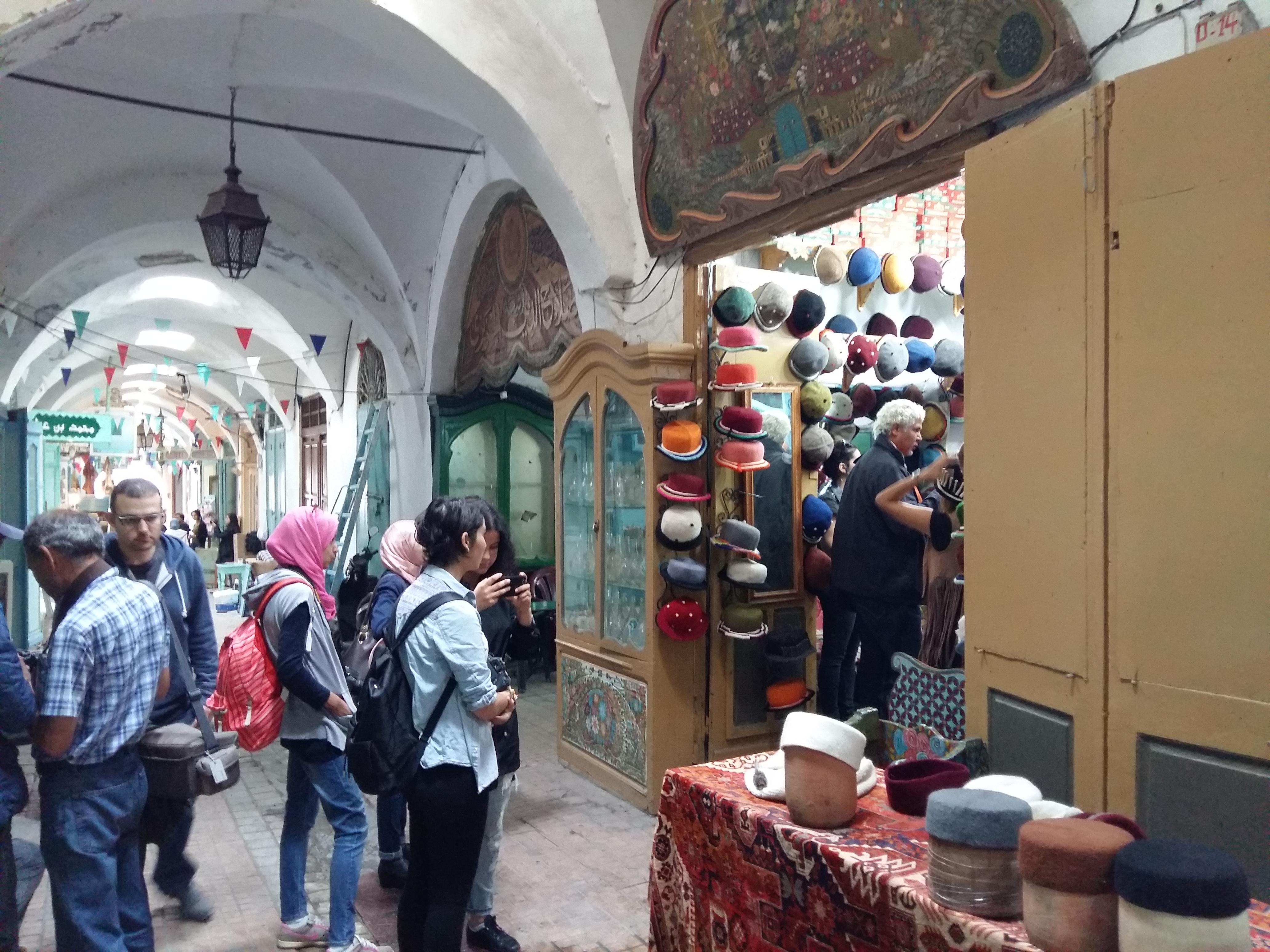
Vue du souk Ech-Chaouachine.

Ces trois souks sont construits par le mouradite Mohamed Bey El Mouradi en 1691-1692,. À cette époque, ce sont les immigrés andalous qui importent la technique de fabrication de la chéchia. C'est une véritable industrie au vu du nombre de corps de métier impliqués dans sa fabrication. Au début du XVIIe siècle, c'est déjà la première industrie du pays en termes de quantités écoulées où exportées vers tous les ports du bassin méditerranéen. Les chroniqueurs de l'époque affirment que les marges bénéficiaires variaient entre 30 % et 100 % alors que la production avait atteint un niveau de près de 480 000 chéchias vendus par an en Tunisie ou exportés.
La chéchia est un bonnet en laine de couleur rouge et ornée, pour les plus luxueuses, d'un gland de soie bleue ou noire. Sa confection, qui exige plus de deux mois de travail, est segmentée en tâches telles que le tricotage qui se fait à l'Ariana, la couture à Bab Souika, le lavage et le foulage à Tebourba sur le pont-barrage d'El Battan, la teinture à Zaghouan et enfin la mise en forme, le feutrage et la finition dans les ateliers des souks de Tunis. Ces travaux sont effectués par des ouvriers et des apprentis (sanaa) alors que le patron ou mâalem se tient au comptoir pour accueillir la clientèle. Les grossistes exportaient les chéchias principalement vers la Turquie, le Levant, l'Algérie et l'Égypte. Plusieurs compagnies ou cherikas, composées de fabricants et de négociants, ouvraient des bureaux à Istanbul où ils contrôlaient la vente sur ce marché très important. De plus, elles devaient acheter d'importantes quantités de matières premières comme la laine en Espagne et en Italie, la cochenille dans le sud de la France et la soie du Proche-Orient.
Les fabricants étaient organisés en corporation, comme tous les autres métiers des souks. L'amine était élu par ses pairs ou nommé par le bey régnant selon les époques, preuve de l'importance de cette activité pour la Tunisie. Il était d'office nommé amine de tous les commerçants de la capitale. Son rôle était d'organiser la corporation, de recommander des prix moyens, de définir des standards de qualité et de régler les contentieux entre membres de la corporation ou avec les intervenants extérieurs comme les fournisseurs ou les négociants.

## Souk Edabaghine

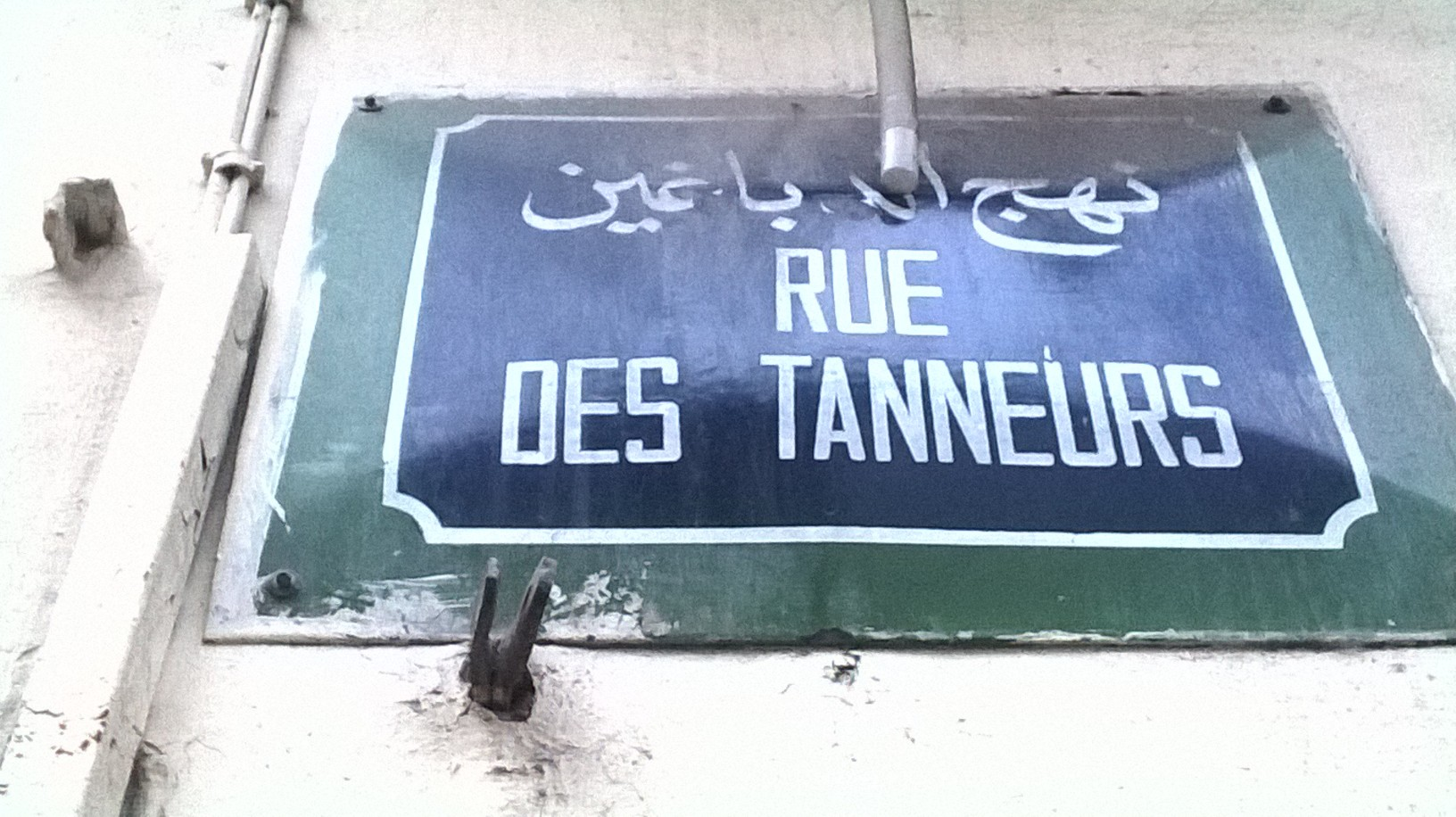
Plaque métallique indiquant la rue de Tanneurs.

Le souk Edabaghine ou souk des Tanneurs est appelé Edabaghine, terme arabe désignant les tanneurs parce qu'il était spécialisé dans le tannage du cuir. Après la disparition de cette spécialité, des vendeurs de livres anciens s'y sont installés.
Il relie de nos jours la rue Mongi-Slim, auparavant appelée rue des Maltais, et la rue de Rome.

## Souk Ed Dziria

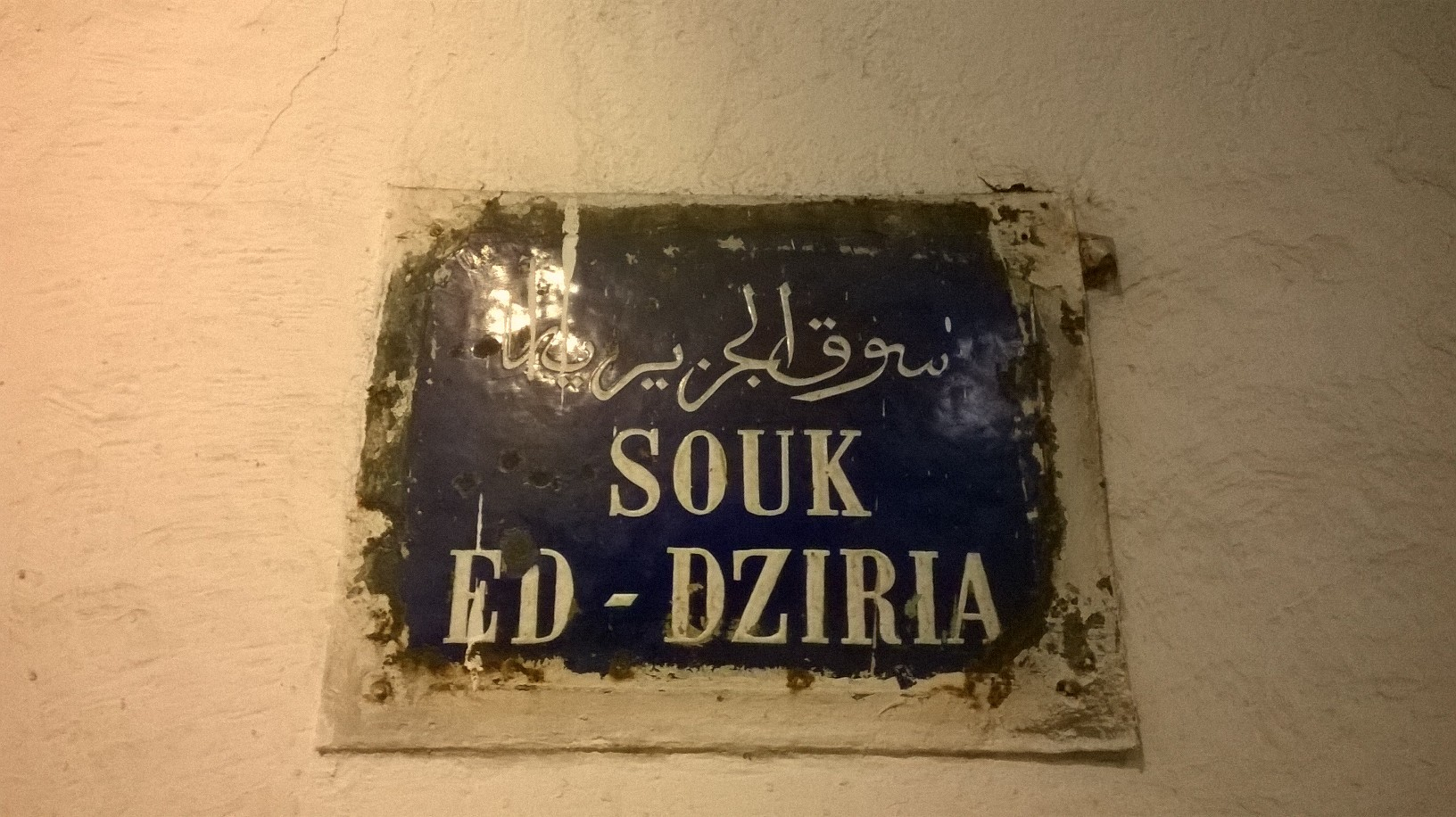
Plaque métallique indiquant le souk Ed Dziria.

Peu d'informations sont disponibles sur ce souk, certains rapportent qui'il était occupé par des vendeurs d'origine algérienne alors que d'autres indiquent que leurs produits étaient importés de ce pays.
Il s'agit d'une ruelle du souk El Berka, c'est pourquoi on y trouve que des bijoutiers.

## Souk El Asr

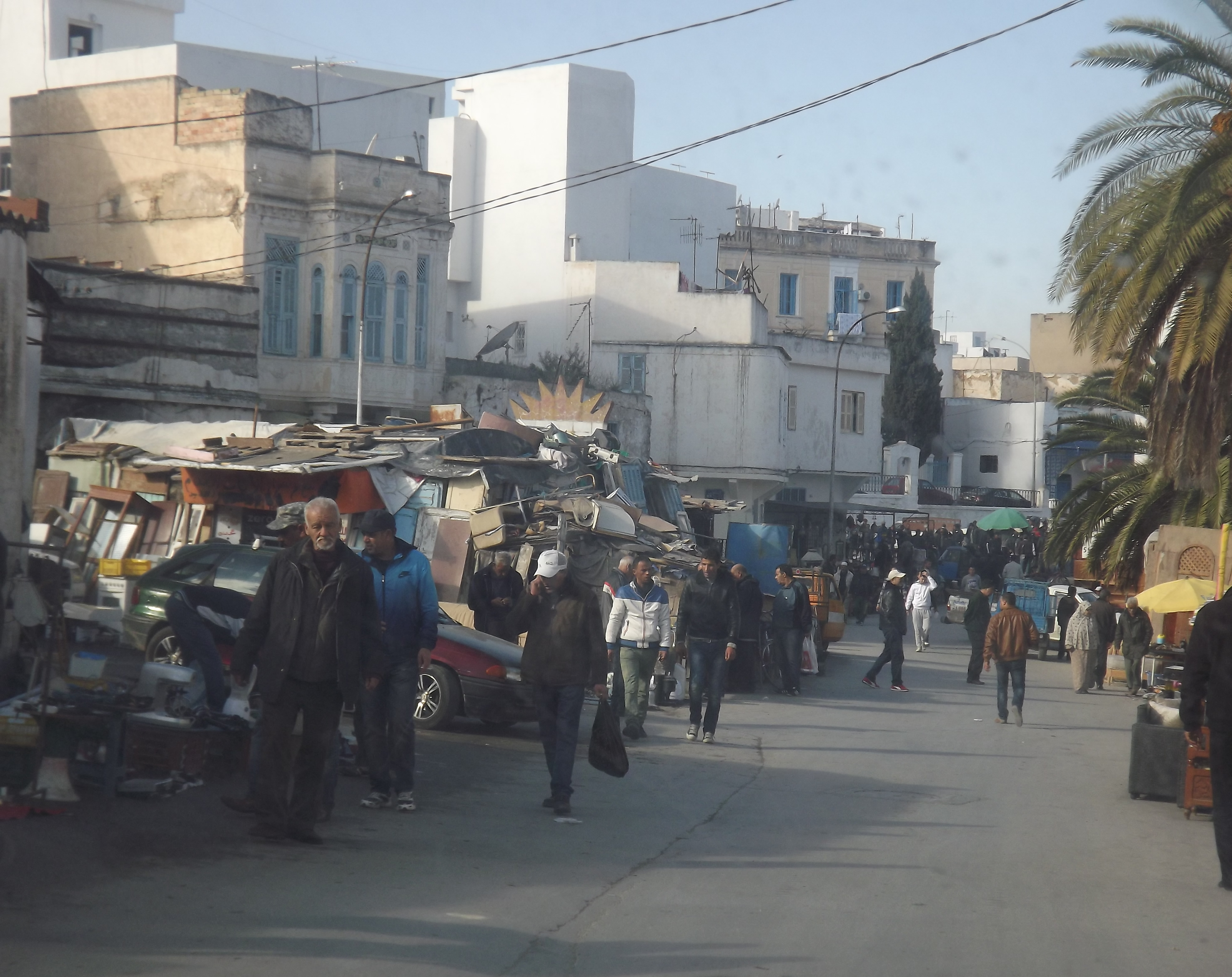
Vue du souk El Asr.

Le souk El Asr est spécialisé dans la vente des produits antiques. Il est situé juste derrière Bab El Gorjani, l'une des portes de la médina.
Ce souk n’existait pas avant l’époque husseinite (1705-1957) contrairement aux autres souks dont certains ont vu le jour dès le règne des Hafsides (1228-1537). C'était un petit marché qui se tenait entre les prières de l'après-midi et du coucher de soleil.
On y trouve des ustensiles ménagers, des meubles antiques et des articles rares. Misérable en apparence, le marché regorge de pièces qui peuvent s’avérer particulièrement utiles et rares, des pièces qu’on ne risque pas de trouver ailleurs.

## Souk El Attarine

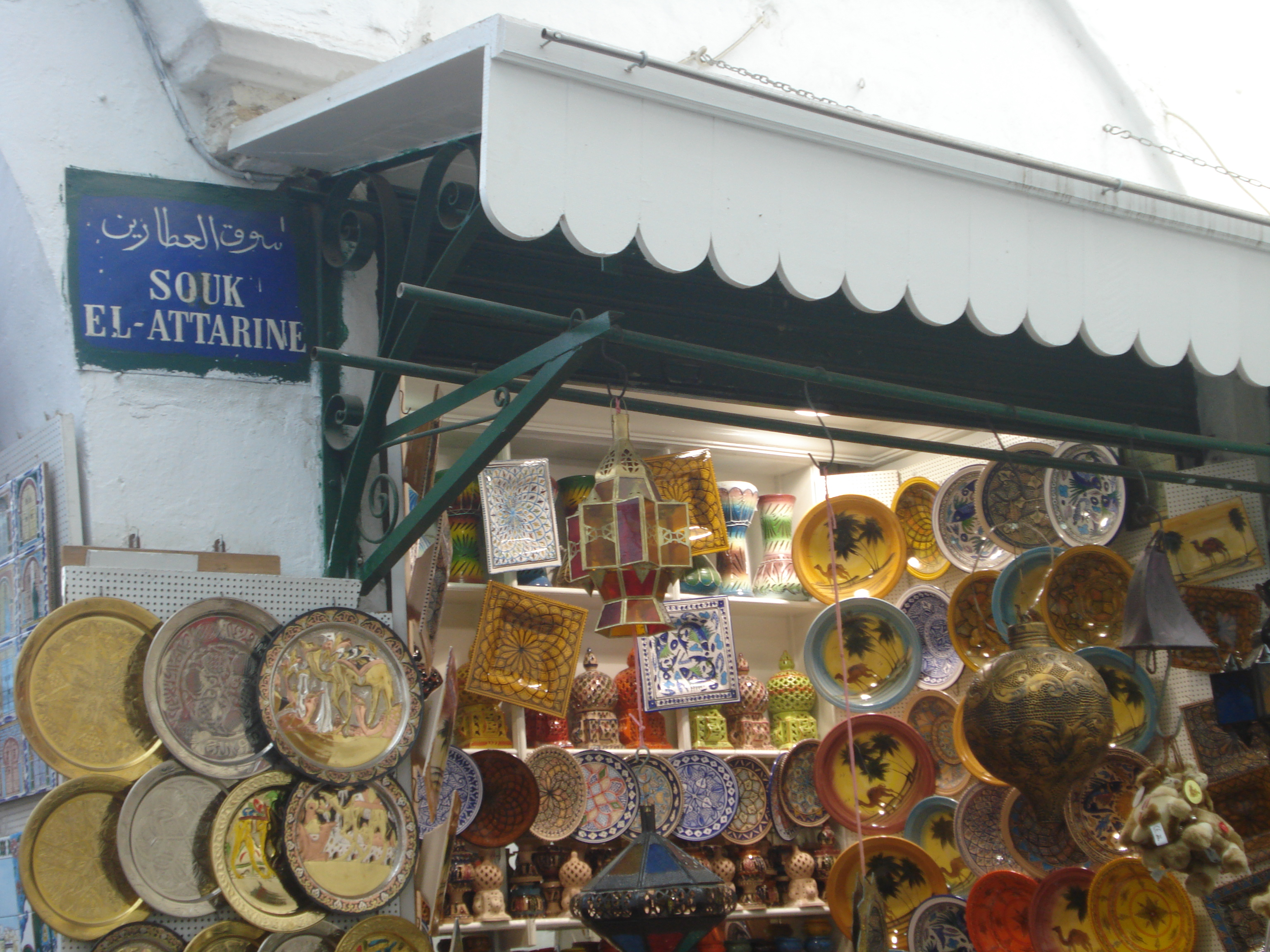
Plaque du souk El Attarine.

Construit vers 1240 par le sultan hafside Abû Zakariyâ Yahyâ, le souk des parfumeurs est le plus ancien de Tunis. Ce souk se trouve dans l'immédiate proximité de la mosquée Zitouna. En effet, les métiers nobles et propres sont les seuls à avoir le droit de côtoyer ce sanctuaire, le métier de parfumeur étant considéré comme l'un des plus raffinés. On y vend des parfums composés d'essences rares et précieuses mais on y trouve aussi de l'encens provenant d'Inde et du Yémen, ainsi que certains produits de beauté.
Les premiers marchands parfumeurs de Tunis sont issus de famille originaire de l'Orient arabe (Yémen, Égypte, Syrie, et Arabie) et gardent longtemps l'exclusivité de la production. Les devantures ainsi que les étagères et les comptoirs des magasins sont réalisés en bois sculpté ; ils attestent de la richesse de ce souk dont l'atmosphère suggère le luxe et la volupté des senteurs orientales. Ce métier est aussi organisé en corporation et son amine ou président du syndic est considéré comme un grand notable de la capitale.

## Souk El Beransia

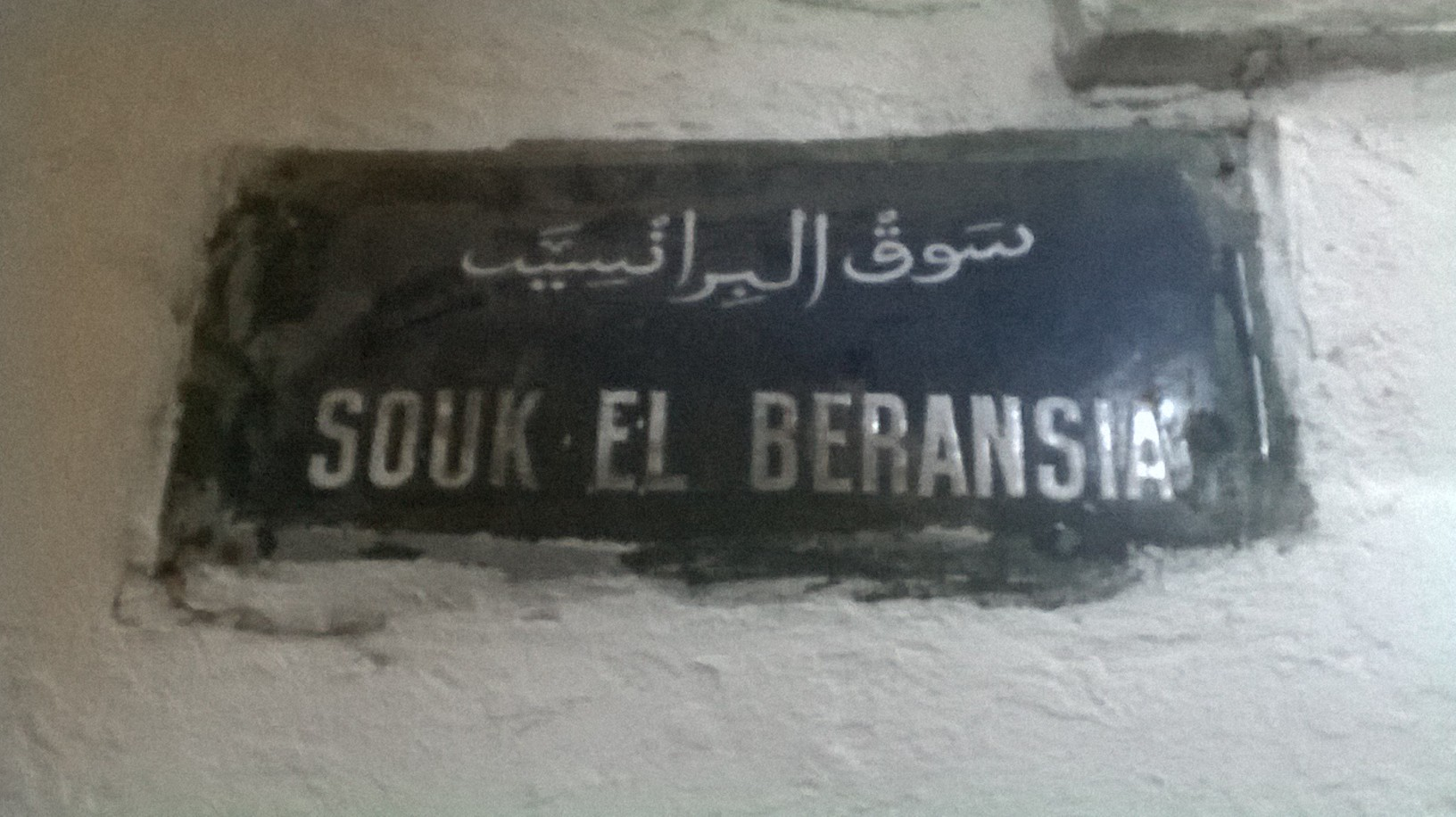
Plaque métallique indiquant le souk El Beransia.

Le souk El Beransia est spécialisé dans la vente de burnous.

## Souk El Berka

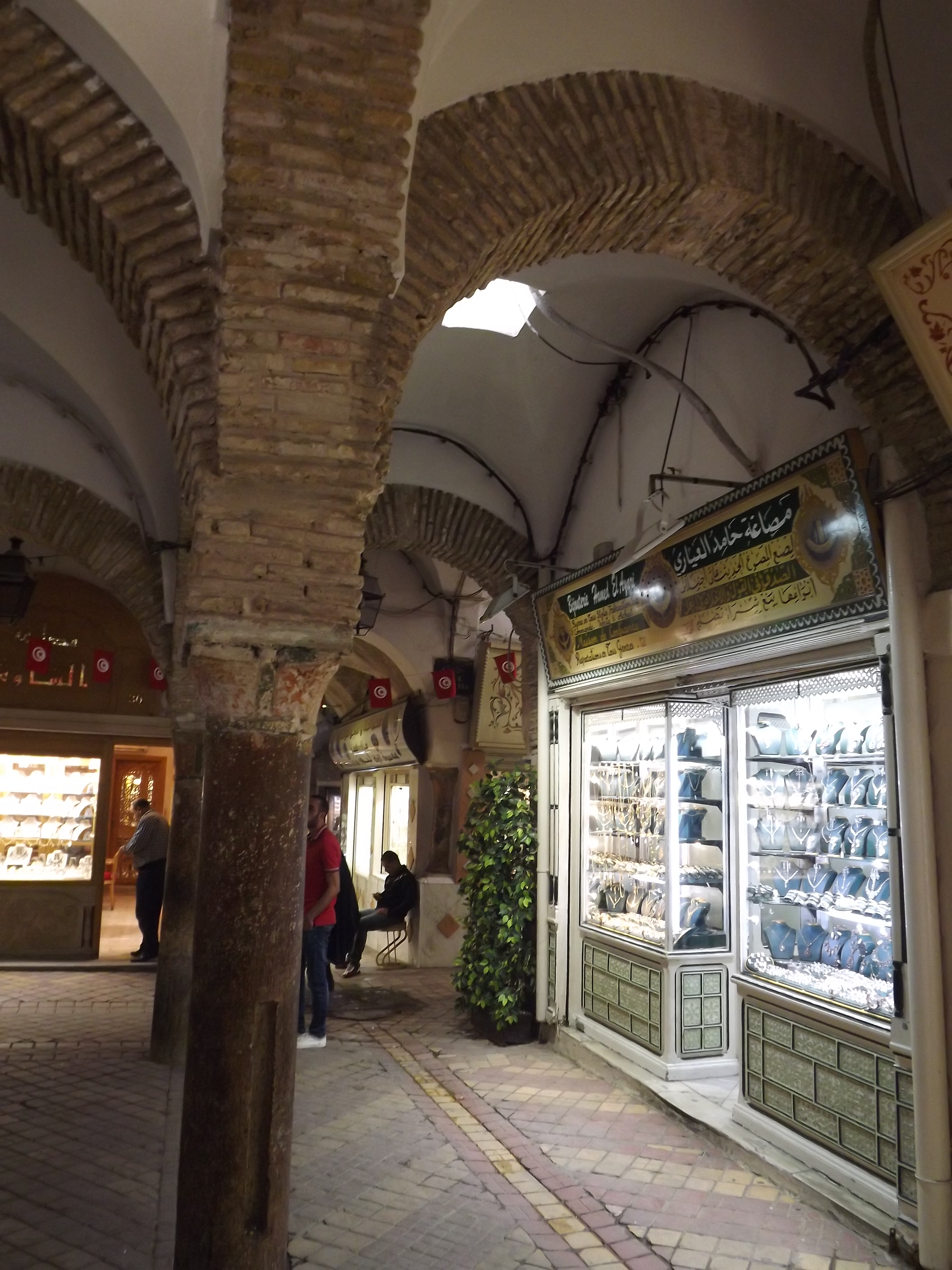
Boutique du souk El Berka.

Construit par Youssef Dey en 1612, c'est l'ancien souk aux esclaves noirs de Tunis devenu par la suite le souk des bijoutiers. Ce souk est de forme carré, avec une estrade en bois au milieu qui était le lieu ou les esclaves étaient présentés (d'où le nom de berka) et attendaient le dénouement de la vente. Le lieu était couvert par une coupole centrale et de plusieurs voûtes latérales.
Les esclaves se vendaient à la criée et les acheteurs potentiels s'asseyaient sur des banquettes installées autour de ce souk et participaient aux enchères. Les esclaves blancs, considérés comme plus rares et plus précieux, n'étaient pas vendus dans le souk mais dans des endroits plus retirés car la vente ne concernait que de riches acheteurs potentiels. L'abolition de l'esclavage, décrétée en Tunisie par Ahmed Ier Bey en 1846 cause sa transformation en souk des bijoutiers spécialisé dans l'orfèvrerie et l'argenterie.

## Souk El Bey

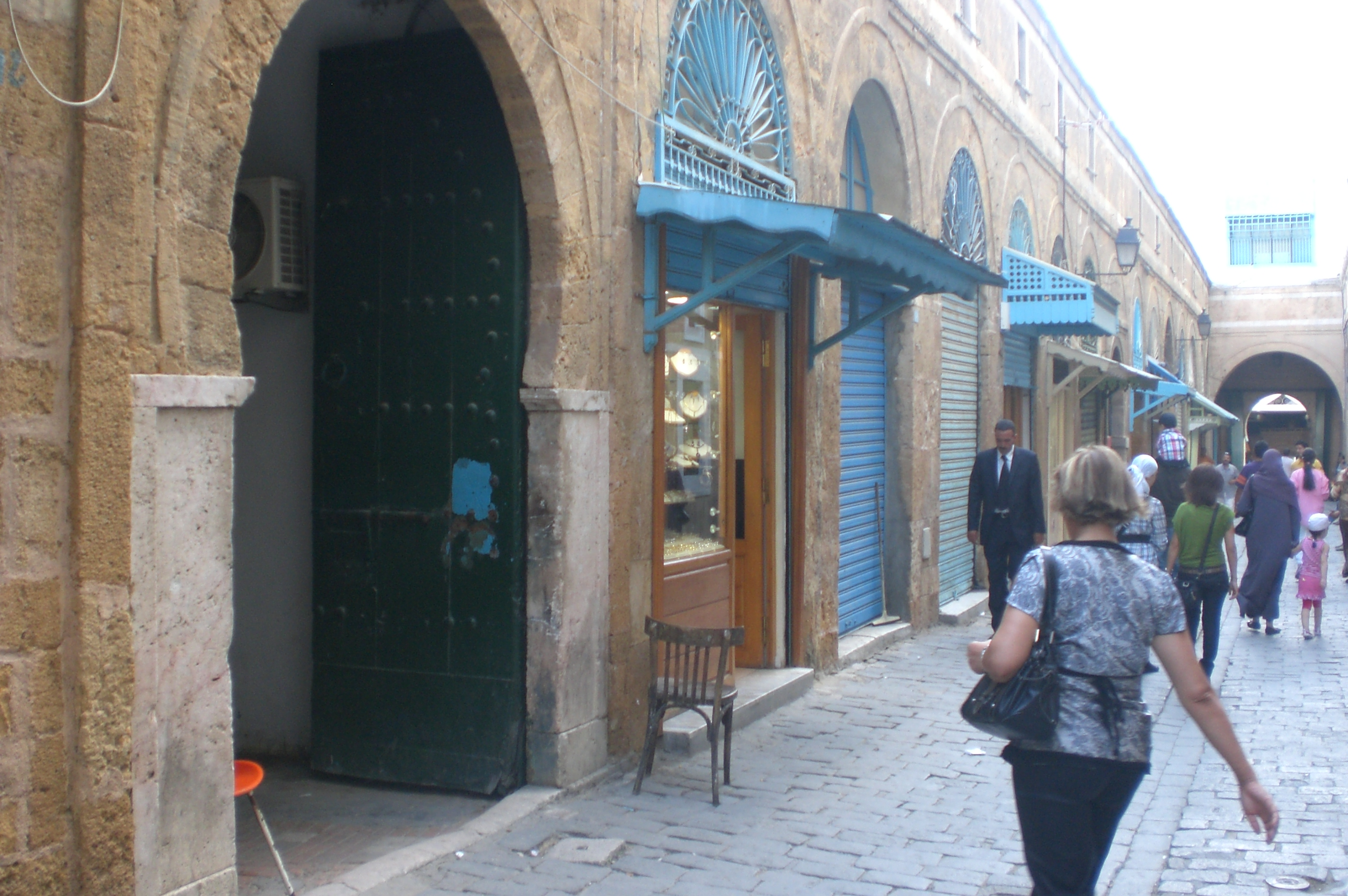
Vue du souk El Bey.

Ce souk, fondé par Hammouda Pacha, est situé entre la kasbah de Tunis et le souk El Berka. Il est maintenant spécialisé dans la vente des métaux précieux.

## Souk El Blaghgia

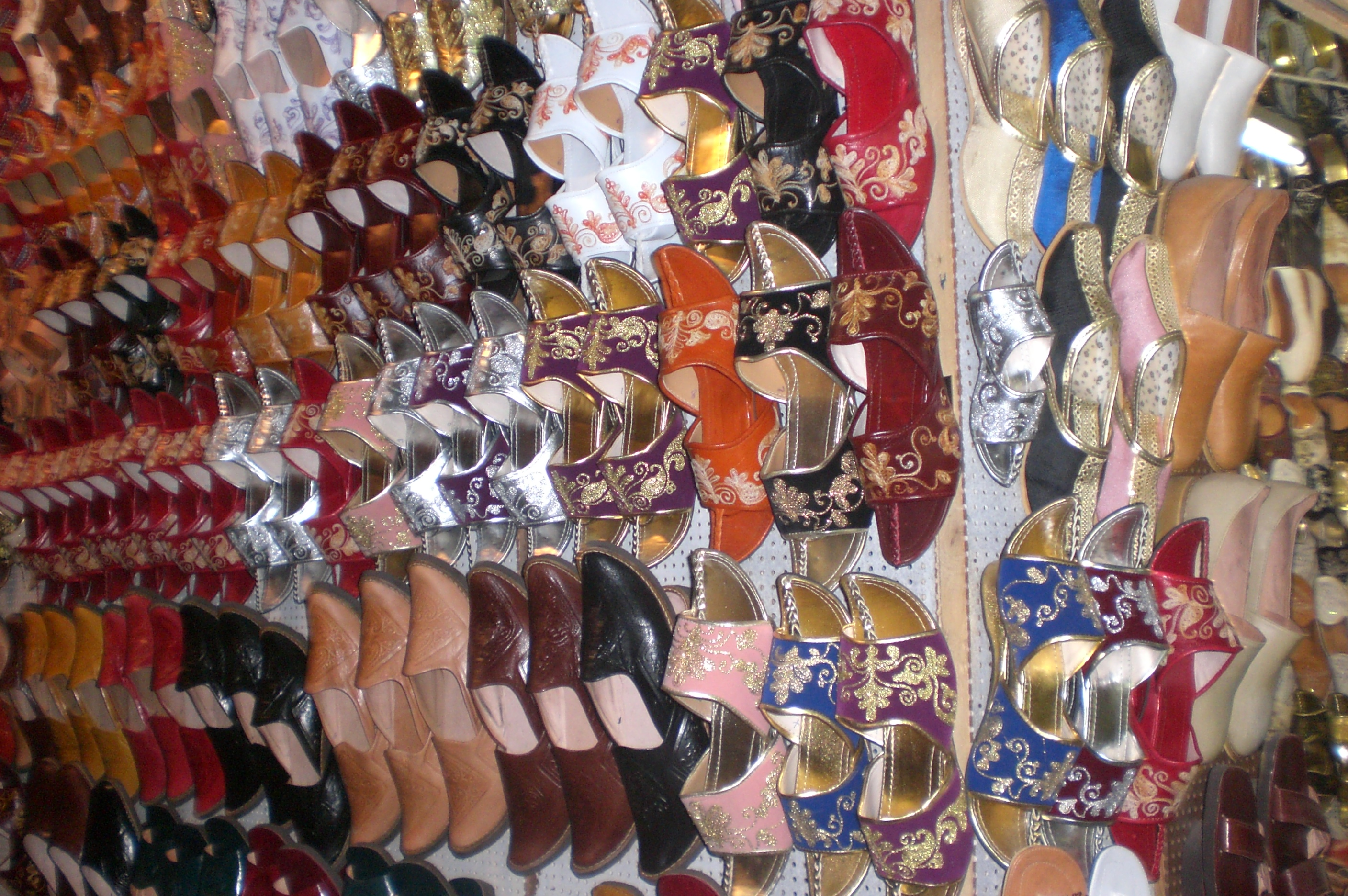
Différents modèles de balghas dans le souk El Blaghgia.

Ce souk, fondé par Abû Zakariyâ Yahyâ au début du XIIIe siècle, est situé entre le souk El Attarine et la rue de la Kasbah. Il est spécialisé dans la vente des balghas, une chaussure fabriquée à partir de cuir et faisant partie des costumes traditionnels de la Tunisie.

## Souk El Blat

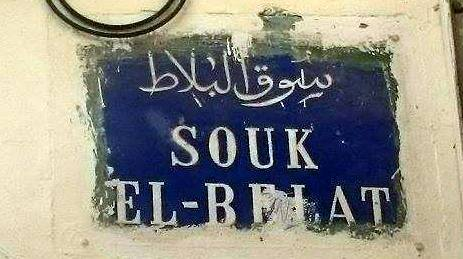
Plaque métallique à l'entrée du souk El Blat.

Ce souk est spécialisé dans la vente des plantes médicinales. En plus des herbes utilisées dans un but médicinal, on y trouve aussi des animaux destinés à protéger contre le mauvais œil ou l'infidélité dans le couple.
Cependant, le nombre de vendeurs a diminué avec l'usage croissant de la médecine moderne, poussant les marchands à se convertir à d’autres activités.

## Souk El Fekka

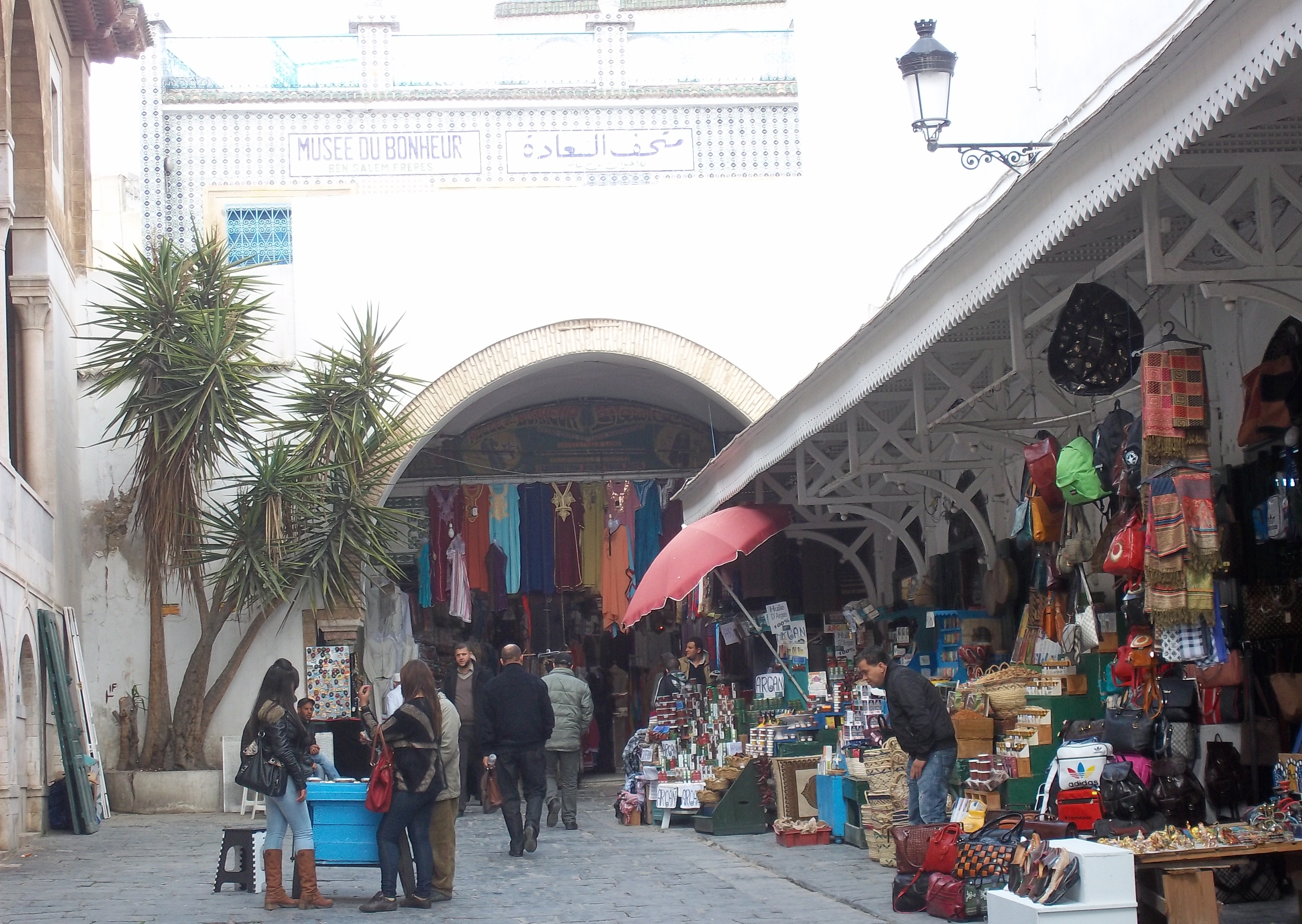
Vue du souk El Fekka.

Ce souk se trouve directement devant la mosquée Zitouna, à proximité du souk El Attarine. On y trouve les ingrédients nécessaires à la préparation des gâteaux présents à toutes les fêtes — circoncision, mariage ou Aïd el-Fitr — tels que l'amande, la pistache et les raisins secs.

## Souk El Ghrabliyya

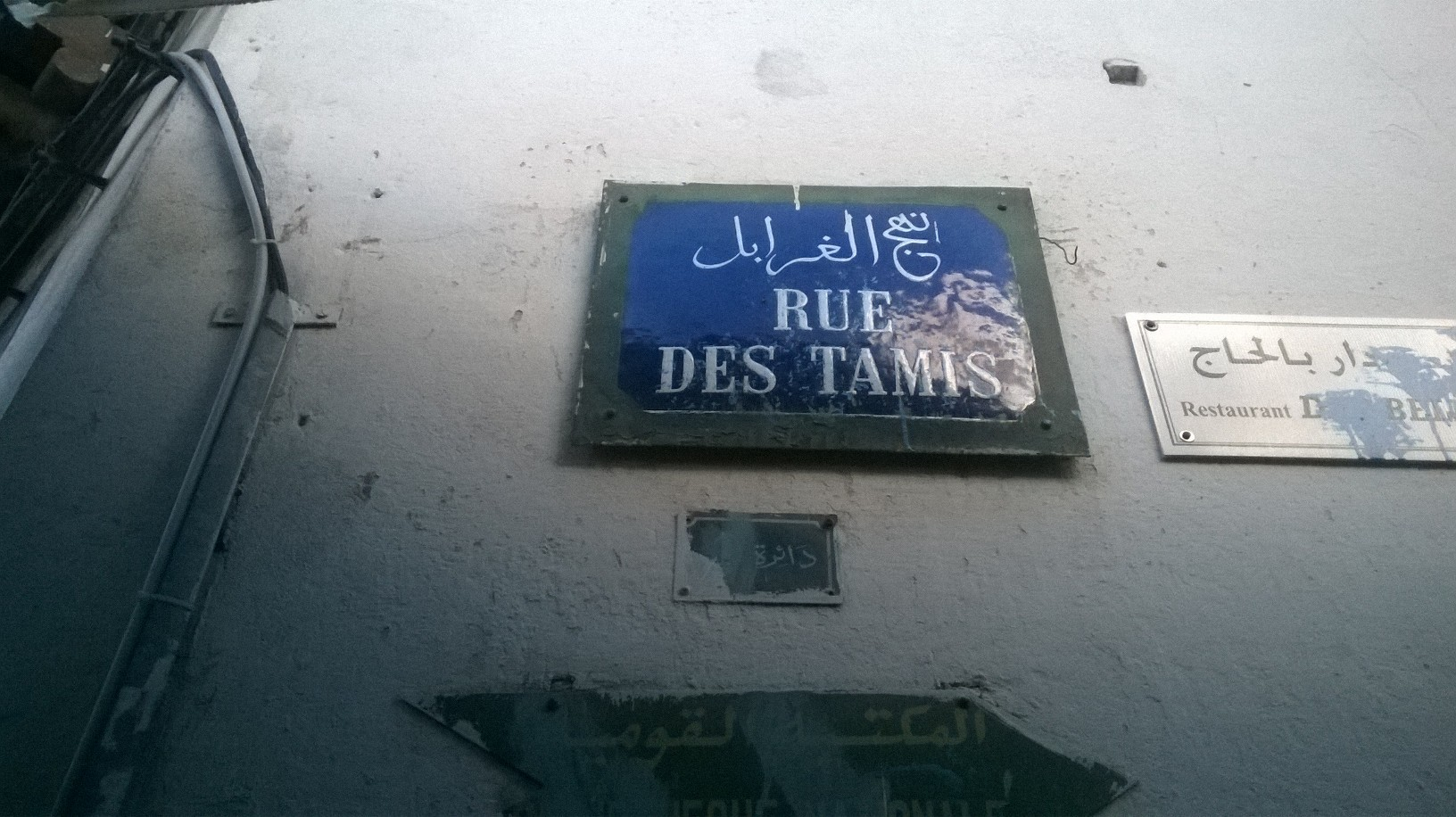
Plaque métallique indiquant la rue des Tamis, siège du souk El Ghrabliyya.

Le souk El Ghrabliyya est spécialisé dans la fabrication et la vente des tamis. Il est situé au nord-est de la mosquée Zitouna, au cœur de la médina.

## Souk El Grana

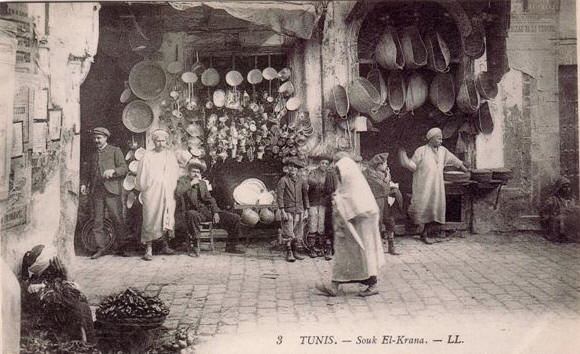
Ancienne vue du souk El Grana.

Le souk, situé dans le faubourg nord de la médina, dans l'arrondissement de Bab Souika, a été historiquement marqué par les Granas, des Juifs installés en Tunisie en provenance de Livourne au début du XVIIe siècle. Il accueille la vente de draps, soieries, étoffes, vêtements et articles d'artisanat.

## Souk El Haddadine
Le souk El Haddadine ou souk des Forgerons est spécialisé dans la métallurgie. Le souk se trouve à l'extrémité sud de la médina, dans la rue des Forgerons.

## Souk El Halfaouine

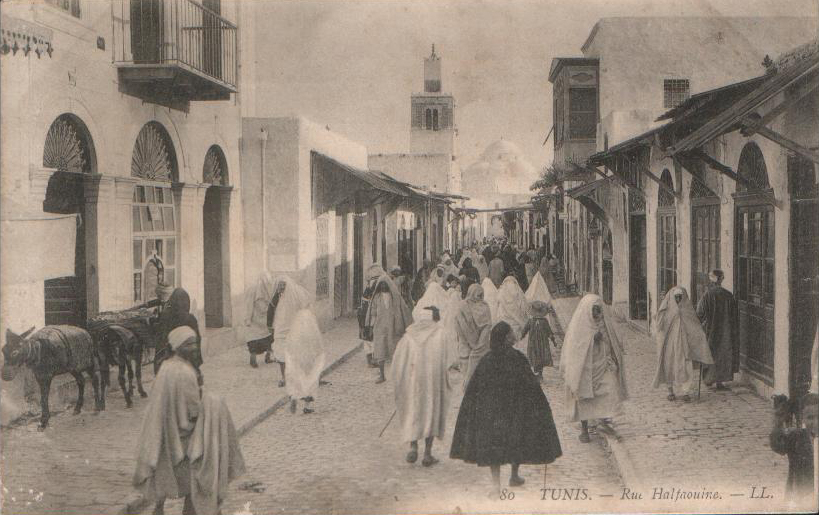
Vue du souk El Halfaouine en 1900.

Il est situé dans le faubourg nord de la médina, près de Bab Souika.
La dénomination d'El Halfaouine est en rapport avec les vendeurs d'alfa installés dans cette zone ; cette plante est utilisée pour la fabrication des couffins traditionnels (arabe : القفة).
De nos jours, on y trouve des marchands de makrouds, de biscuits et de citronnade.

## Souk El Kachachine

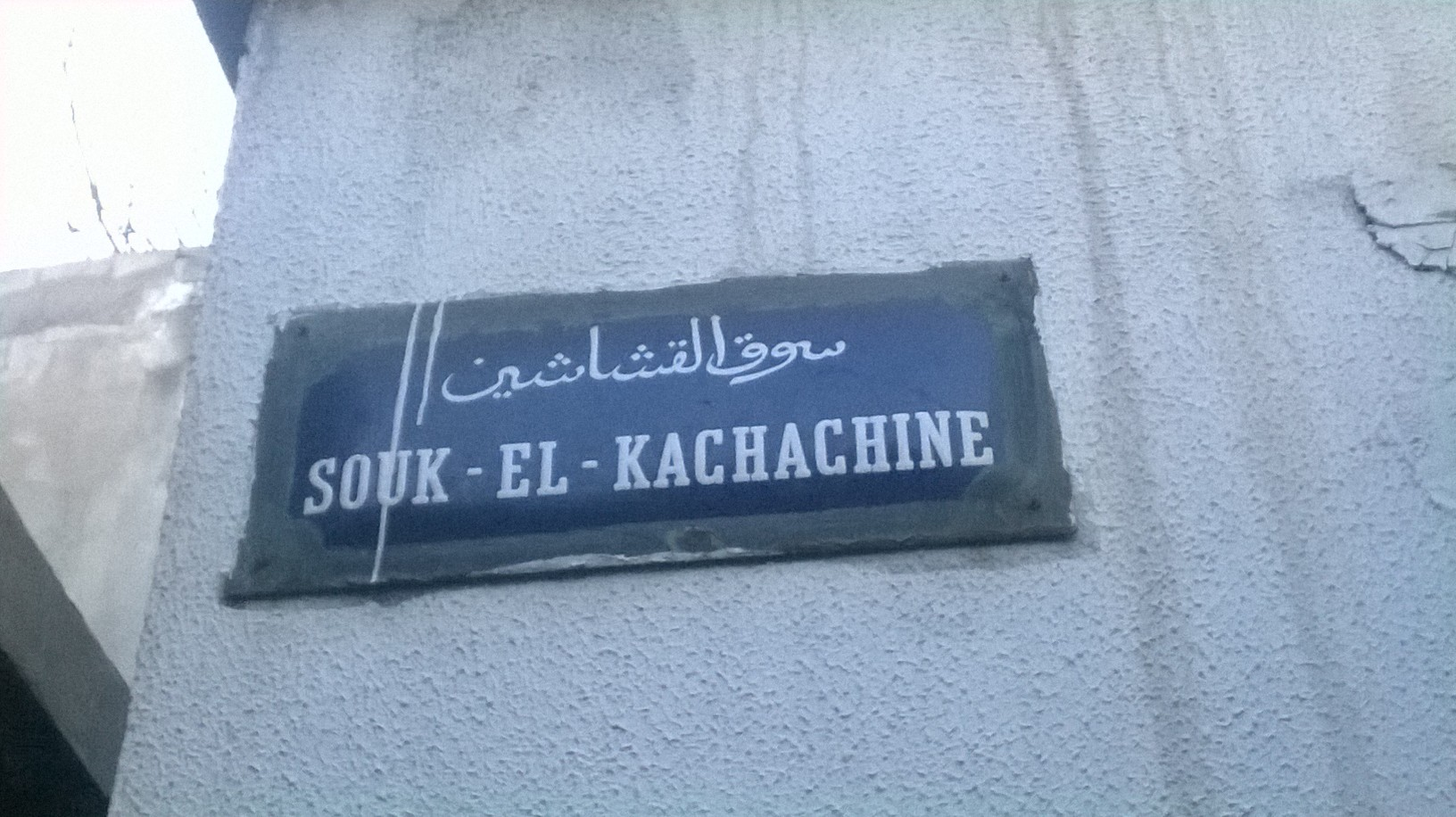
Plaque métallique indiquant le souk El Kachachine.

Le souk El Kachachine ou souk des Fripiers est spécialisé dans la friperie.

## Souk El Kallaline
Le souk El Kallaline ou souk des Potiers est spécialisé dans la poterie. Il est situé dans le faubourg nord de la médina de Tunis, près de Bab Souika.

## Souk El Kébabjia

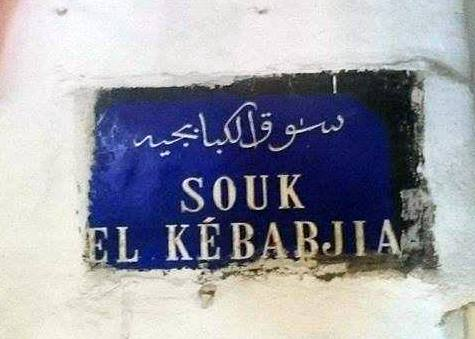
Plaque métallique indiquant le souk El Kébabjia.

Le souk El Kébabjia accueille les artisans fabriquant les kbaïeb, pluriel de kobba (écheveau, pelote de fil ou de soie) et se spécialise dans le commerce des garnitures pour les costumes traditionnels.
Il est parallèle au souk El Berka et dessert le souk El Trouk d'une part et le souk Es Sekajine d'autre part. Il est construit à la même époque que le souk El Trouk par Youssef Dey au cours du XVIIe siècle.

## Souk El Kmach

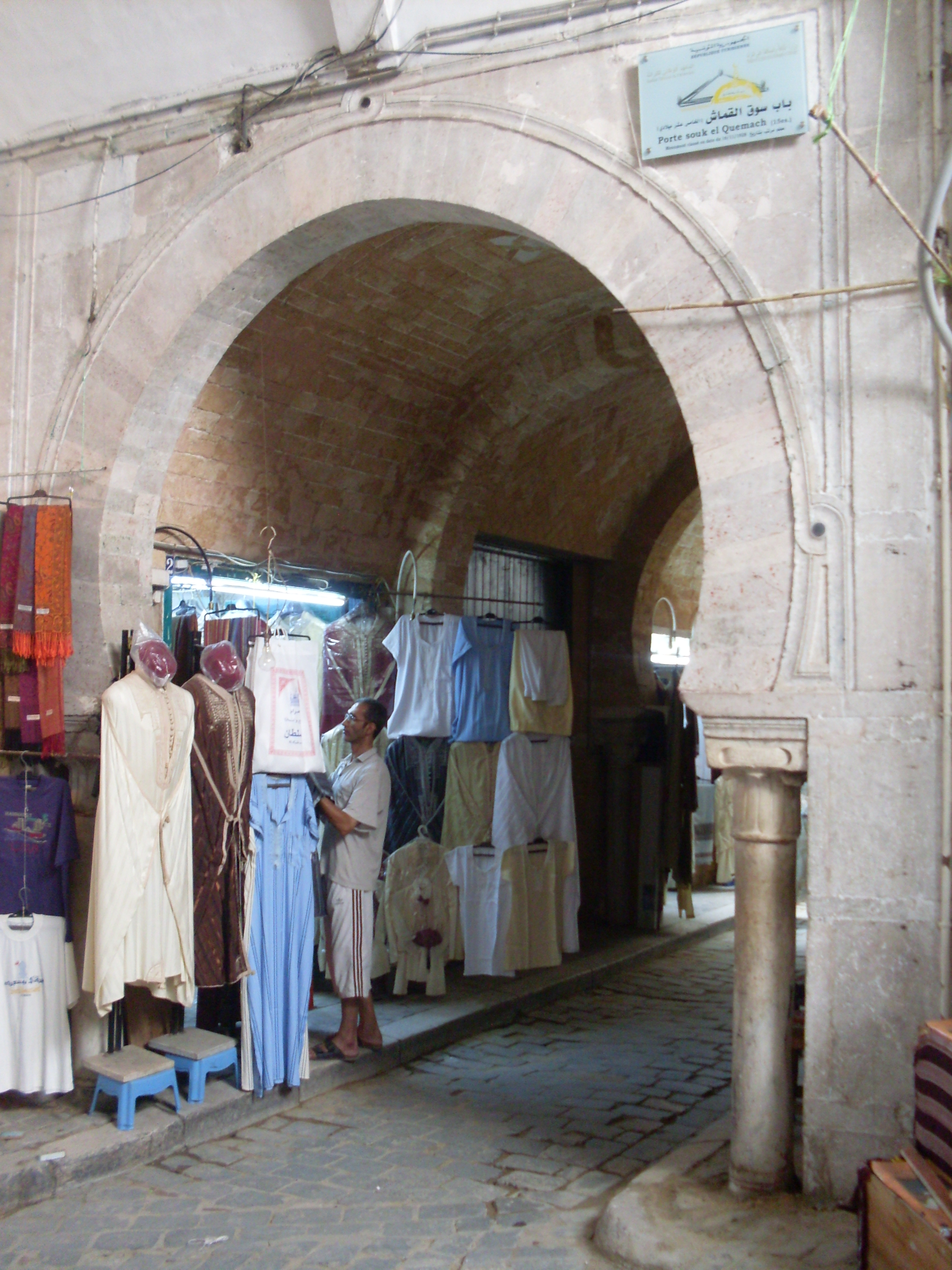
Porte du souk El Kmach.

Longeant la façade occidentale de la mosquée Zitouna, le souk des étoffes est fondé au XVe siècle par le sultan hafside Abou Amr Uthman. Il est constitué de trois allées séparées par deux rangées de colonnes.
La large allée centrale est destinée à la circulation tandis que les allées latérales permettent l'accès direct aux magasins où l'on vend des étoffes et des tissus, qu'ils soient de fabrication tunisienne ou importés comme certains produits de luxe tels que la soie ou le lin. Les allées sont surplombées par des voûtes percées d'ouvertures permettant l'éclairage naturel des boutiques. Le souk est fermé des deux côtés par de larges portes entourées de colonnes de styles andalouses ou hispano-mauresques.

## Souk El Kouafi

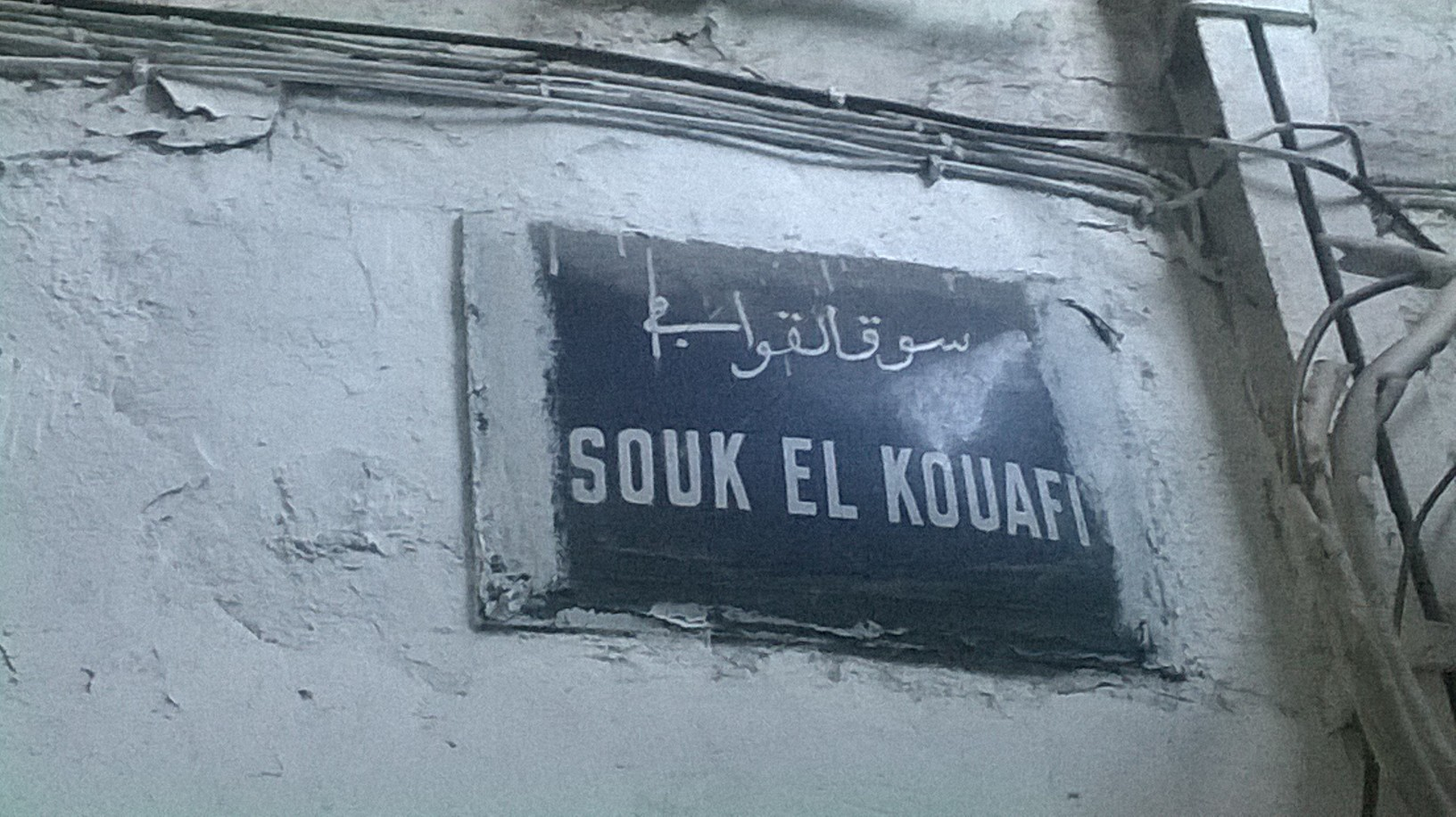
Plaque métallique indiquant le souk El Kouafi.

Le souk El Kouafi est spécialisé dans la vente de toques pour femmes. Le souk est situé à l'ouest de la mosquée Zitouna.

## Souk El Koutbiya
Le souk El Koutbiya est spécialisé dans la vente de livres.
Édifié par Ali Ier Pacha dans la première moitié des années 1750, en même temps que les deux médersas situées dans ce même souk, la médersa Slimania et la médersa El Bachia.

## Souk El Leffa

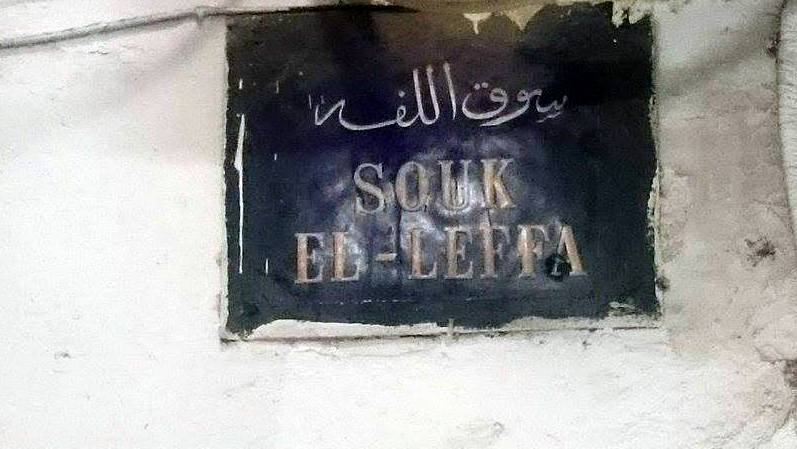
Plaque métallique indiquant le souk El Leffa.

Le souk El Leffa, appelé également souk des Djerbiens, est connu pour la vente des produits de laine grâce aux marchands originaires de l'île de Djerba, installés afin de vendre des produits tissés sur l'île ou en provenance d'autres régions, surtout Gafsa et Tozeur dans le Jérid. Des artisans y fabriquent également le traditionnel sefseri.

## Souk El Nissa

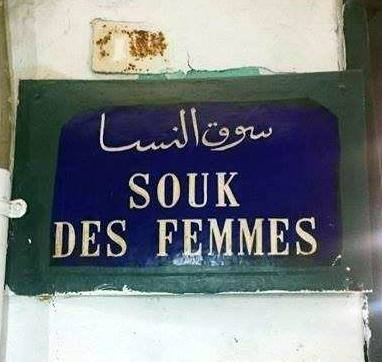
Plaque métallique indiquant le souk El Nissa ou souk des Femmes.

Ce souk est situé au sud de la mosquée Zitouna, perpendiculairement au souk de la Laine.
Il a été ainsi nommé parce que les femmes y venaient acheter et vendre des produits de l'industrie familiale.

## Souk El Ouzar

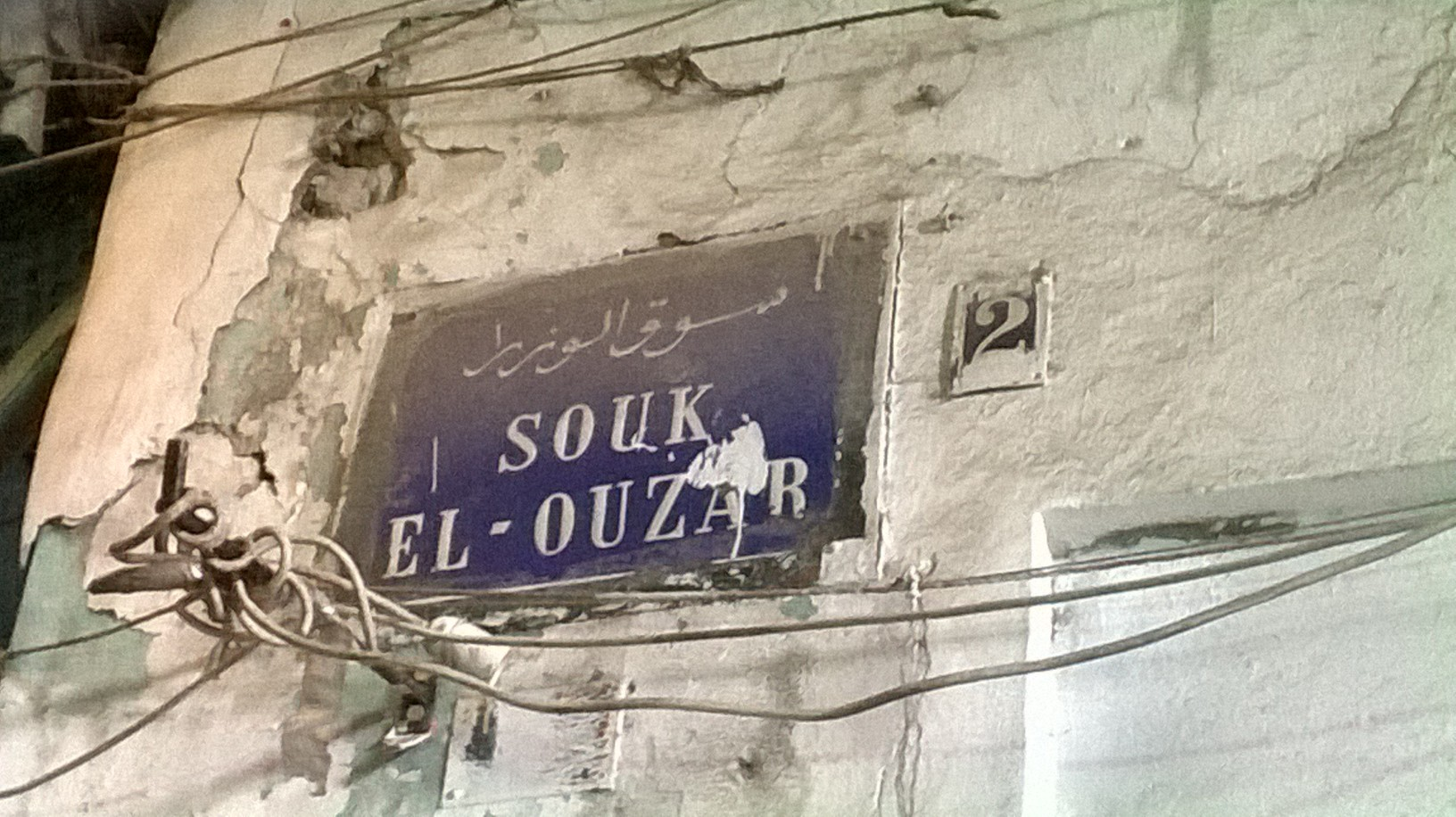
Plaque métallique indiquant le souk El Ouzar.

Le souk El Ouzar est spécialisé dans la vente des couvertures. Il est situé au nord-est de la mosquée Zitouna.

## Souk El Sagha

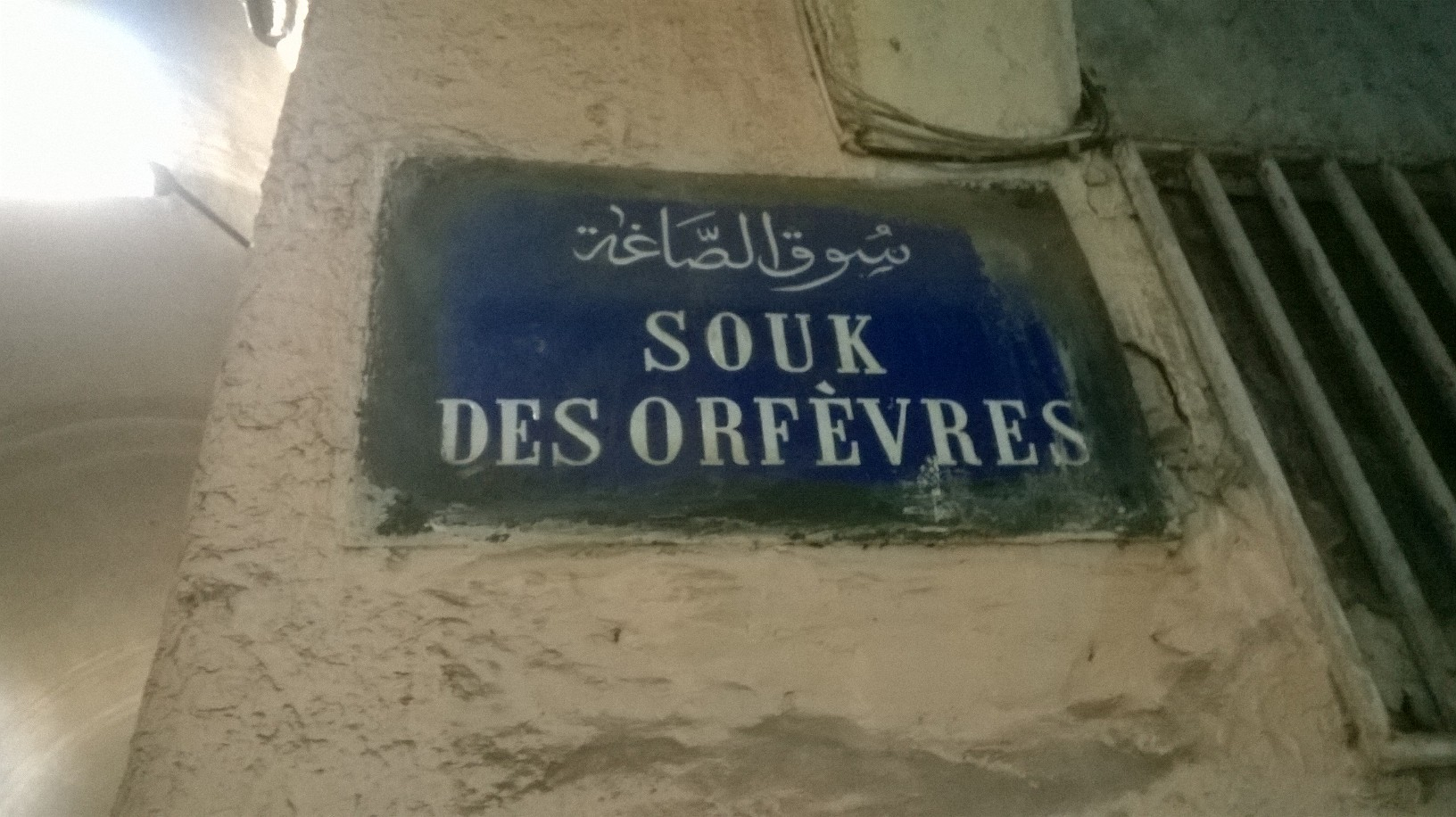
Plaque métallique indiquant le souk El Sagha.

Le souk El Sagha ou souk des Orfèvres est spécialisé dans l'orfèvrerie. Il est situé à l'ouest de la mosquée Zitouna, près du souk El Berka.

## Souk El Silah
Le souk El Silah ou souk des Armes est spécialisé dans la vente des armes.
On y trouve la mosquée Al Haliq construite au XIVe siècle. Il est situé dans le faubourg sud de la médina, près de Bab Jedid.

## Souk El Souf

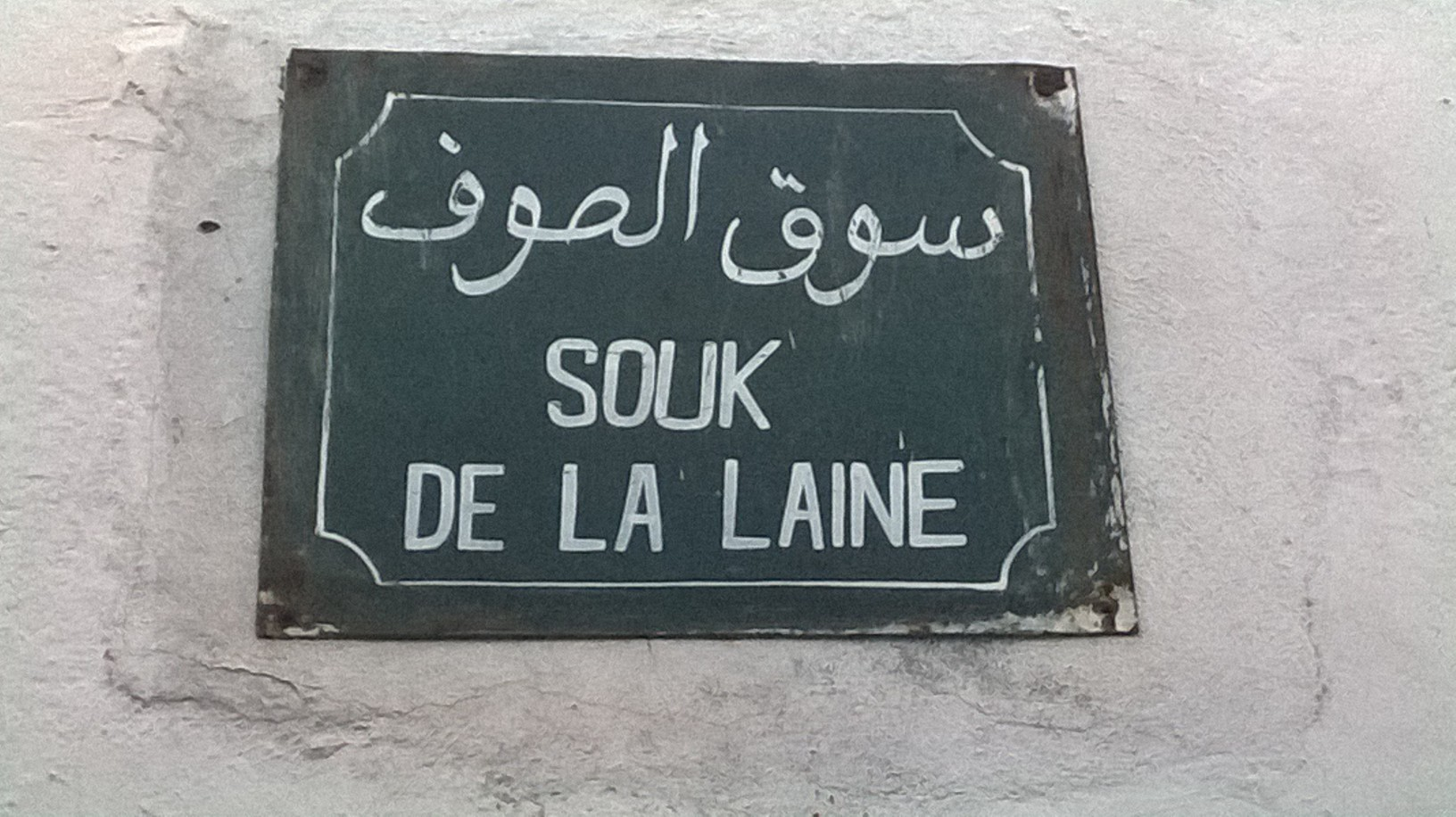
Plaque métallique indiquant le souk El Souf.

Le souk El Souf est spécialisé dans la vente de la laine.
Il est situé au sud de la mosquée Zitouna, près du souk El Kmach.

## Souk El Trouk

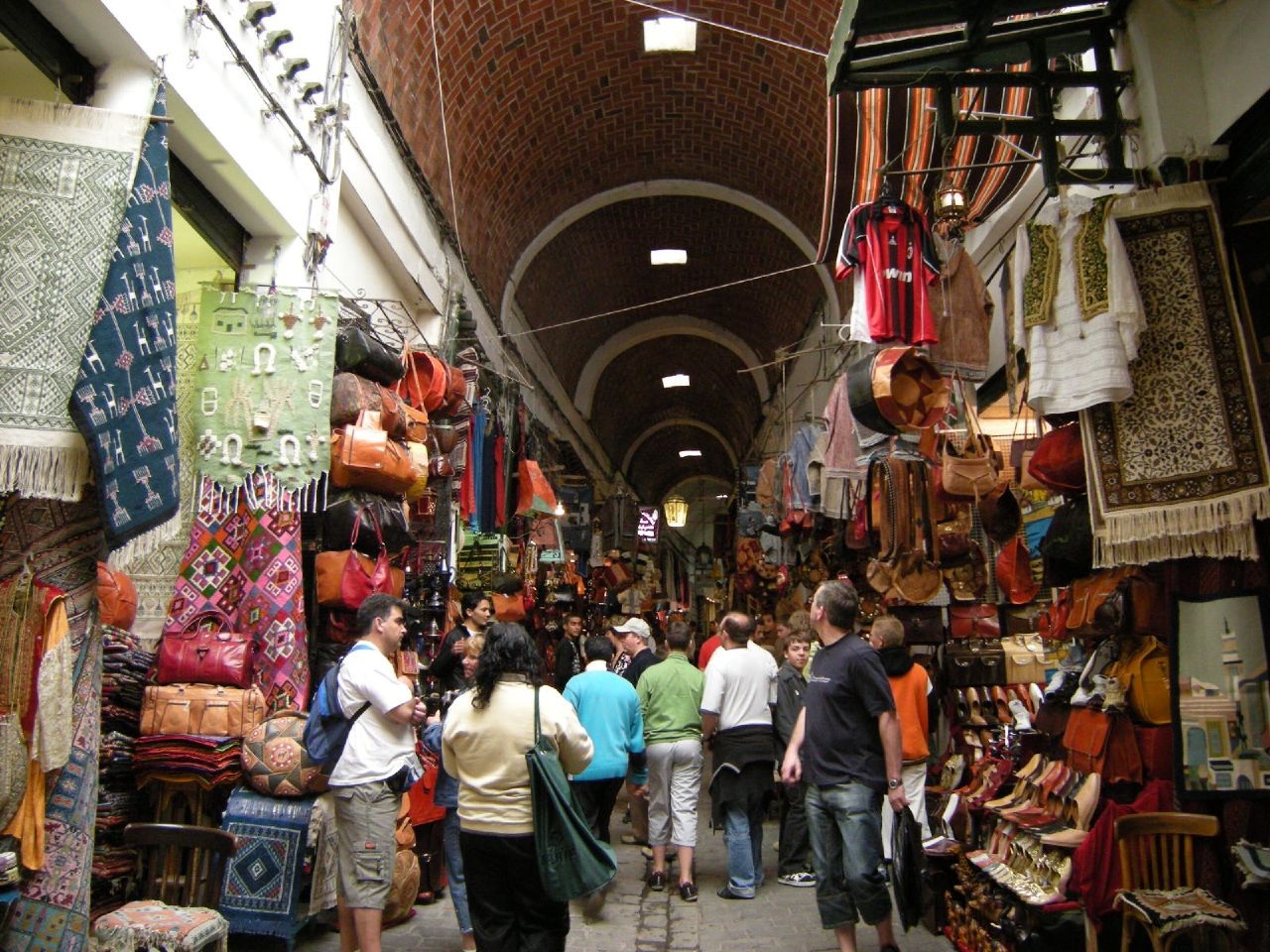
Allée du souk El Trouk.

L'origine du nom de ce souk est très débattue, mais l'on s'accorde à dire que le mot est le fait du rapprochement du mot tourk, « turc » en arabe, avec celui de trouk, pluriel du mot désignant une antiquité (tirka). Ce souk fait partie des souks construit vers 1620 par Youssef Dey, entre la mosquée Zitouna et les centres du pouvoir ottoman, la kasbah et le Dar El Bey, pour une clientèle turque ou pour les artisans turcs, fils de soldats ottomans de la régence de Tunis.
En effet, ce souk est à l'origine réservé aux tailleurs et brodeurs de vêtements à la turque, fournisseurs de la milice turque de Tunis mais aussi des dignitaires du régime beylical qui, pour marquer leur réussite sociale, portent des vêtements (principalement des gilets, des chemises et des pantalons bouffants) en tissus précieux, brodés de fil d'or et d'argent pour les plus riches. Des centaines d'ouvriers, qui sont remplacés peu à peu par des artisans juifs, s'activent dans les ateliers de ce souk sous le patronage de maîtres-artisans ou de patrons qui, souvent en même temps, sont des militaires en activité.
Leurs produits raffinés s'exportent souvent vers le Levant (Libye, Égypte, Syrie ou encore Turquie) où les patrons gardent certaines attaches et dont ils connaissent plus le goût de la population turque de ces pays. La corporation des terziya faisait l'attention de nombreux égards de la part du souverain, de par son attache avec le corps de la milice turque. Les réformes du début du XIXe siècle changent beaucoup les habitudes vestimentaires et nombre de vêtements de dignitaires et des militaires sont alors importés directement d'Europe. De plus, le contingent turc, de moins en moins nombreux, tend à se fondre dans la population tunisienne et adopte la plupart des codes vestimentaires du pays. La corporation reste néanmoins dirigée par des maîtres-artisans musulmans, avec à leur tête l'amine, représentant les intérêts de cette puissante corporation, mais les tailleurs et brodeurs sont presque tous des Juifs tunisiens avant la fin du XIXe siècle.
Ce souk devient le lieu de vente d'articles de brocantes et d'antiquités, d'où son nom.

## Souk En Nhas

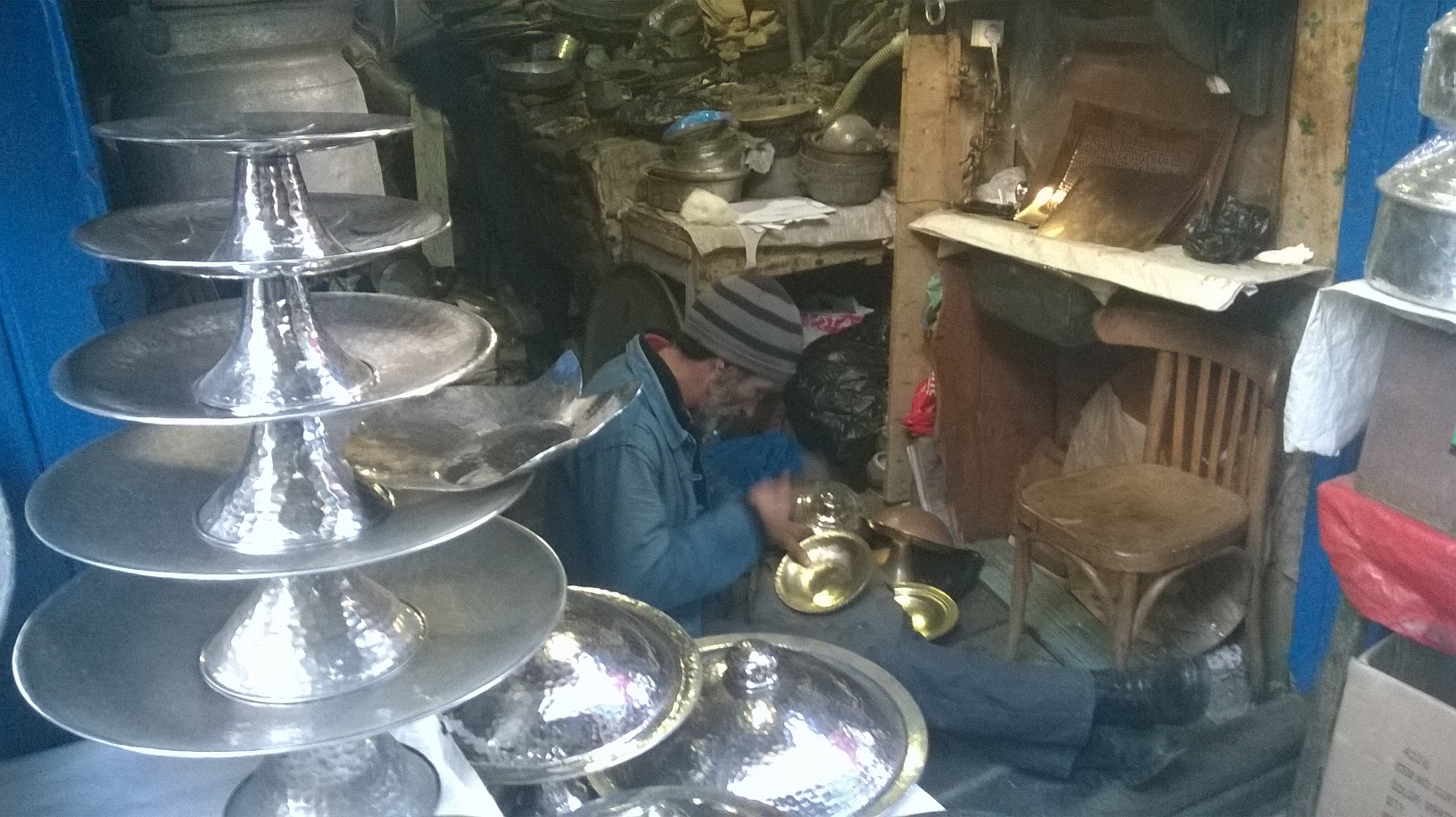
Artisan du souk En Nhas.

Le souk En Nhas ou souk du cuivre est spécialisé dans la vente des ustensiles en cuivre. Il est situé entre le souk El Grana et la rue de la Kasbah.

## Souk Erbaa

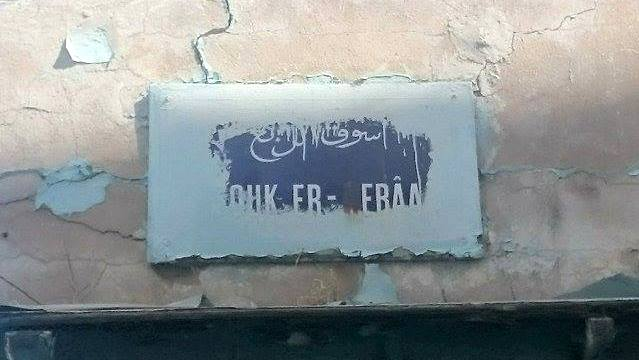
Plaque métallique indiquant le souk Erbaa.

Peu d'informations sont disponibles sur celui-ci, certains disent qu'il est dénommé Erbaa (quart) parce que le quart du prix des marchandises était payé comme impôt mais cette explication est à revoir car tous les souks en payent.
D'autres indiquent que les boutiques étaient situées en hauteur par rapport à la rue, ce qui oblige les marchands à s'asseoir les jambes croisées. Cette position s'appelle tarrbiaa (arabe : تربيعة), ce qui expliquerait l'origine de la dénomination.

## Souk Es Sabbaghine

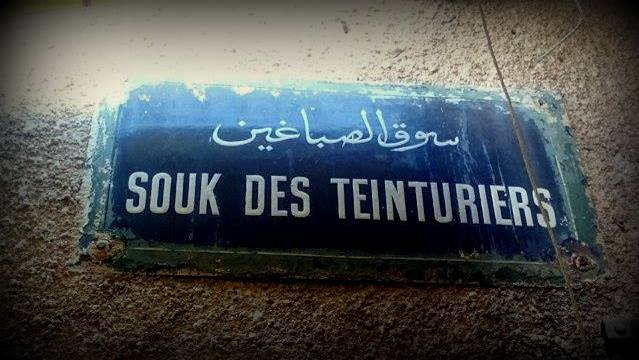
Plaque métallique indiquant le souk Es Sabbaghine.

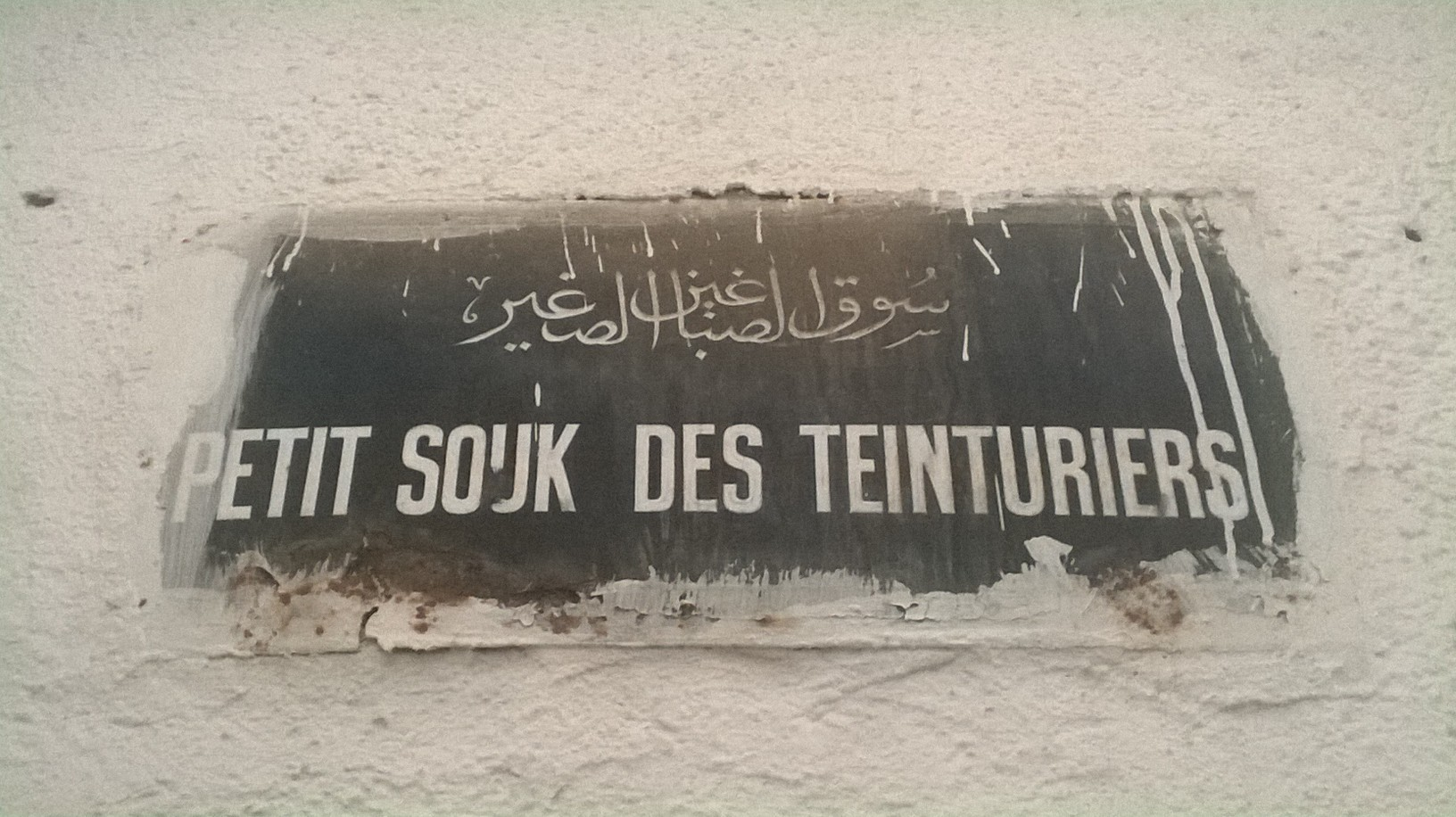
Plaque métallique indiquant le Petit souk des Teinturiers.

Le souk Es Sabbaghine ou souk des Teinturiers est situé à la périphérie de la médina, loin du centre constitué par la mosquée Zitouna car la teinture est considérée comme une activité polluante. La dénomination Es Sabbaghine, soit « Teinturiers », a pour origine la teinture de la laine, du coton et de la soie qui est effectuée près d'une fontaine qui existait là auparavant.
On y trouve divers produits, surtout les vêtements de prêt-à-porter et les chaussures, mais aussi les poissons et la viande.

## Souk Es Sabbaghine El Saghir
Il s'agit d'une ruelle du souk Es Sabbaghine, c'est pourquoi on l'appelle « Petit souk » par rapport au « Grand souk ». Il abrite encore quelques boutiques de teinture.

## Souk Es Sekajine

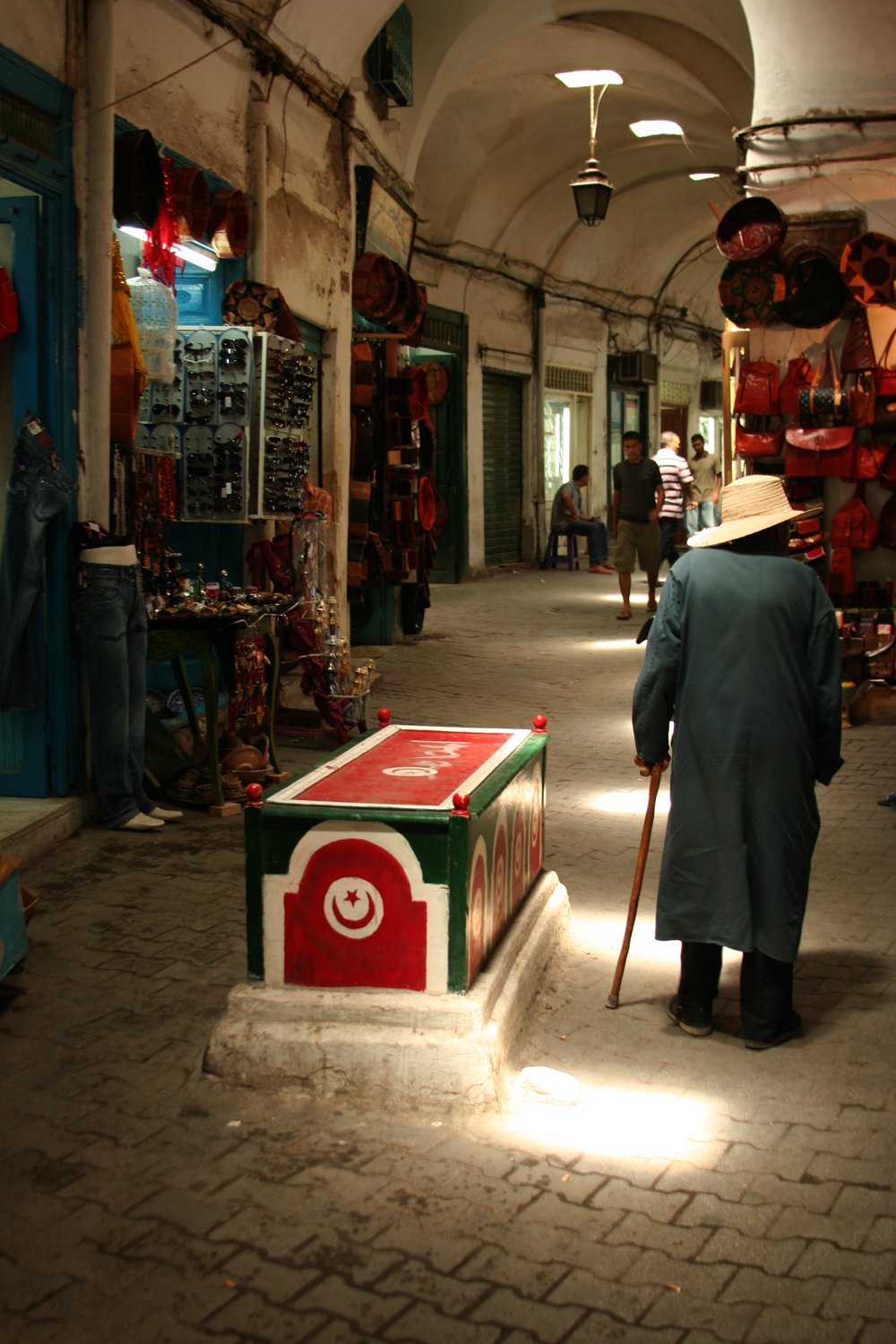
Mausolée du soldat inconnu au milieu du souk Es Sekajine.

Le souk Es Sekajine ou souk Es Sarragine est spécialisé dans la fabrication des selles, harnachements et accessoires équestres ainsi que dans la maroquinerie.
Il est accessible par la rue des Selliers qui commence au niveau de Bab Menara. Il existe depuis le XVe siècle et a été réhabilité par le souverain husseinite Hussein Ier Bey (1705-1740).

## Souk Esserairia

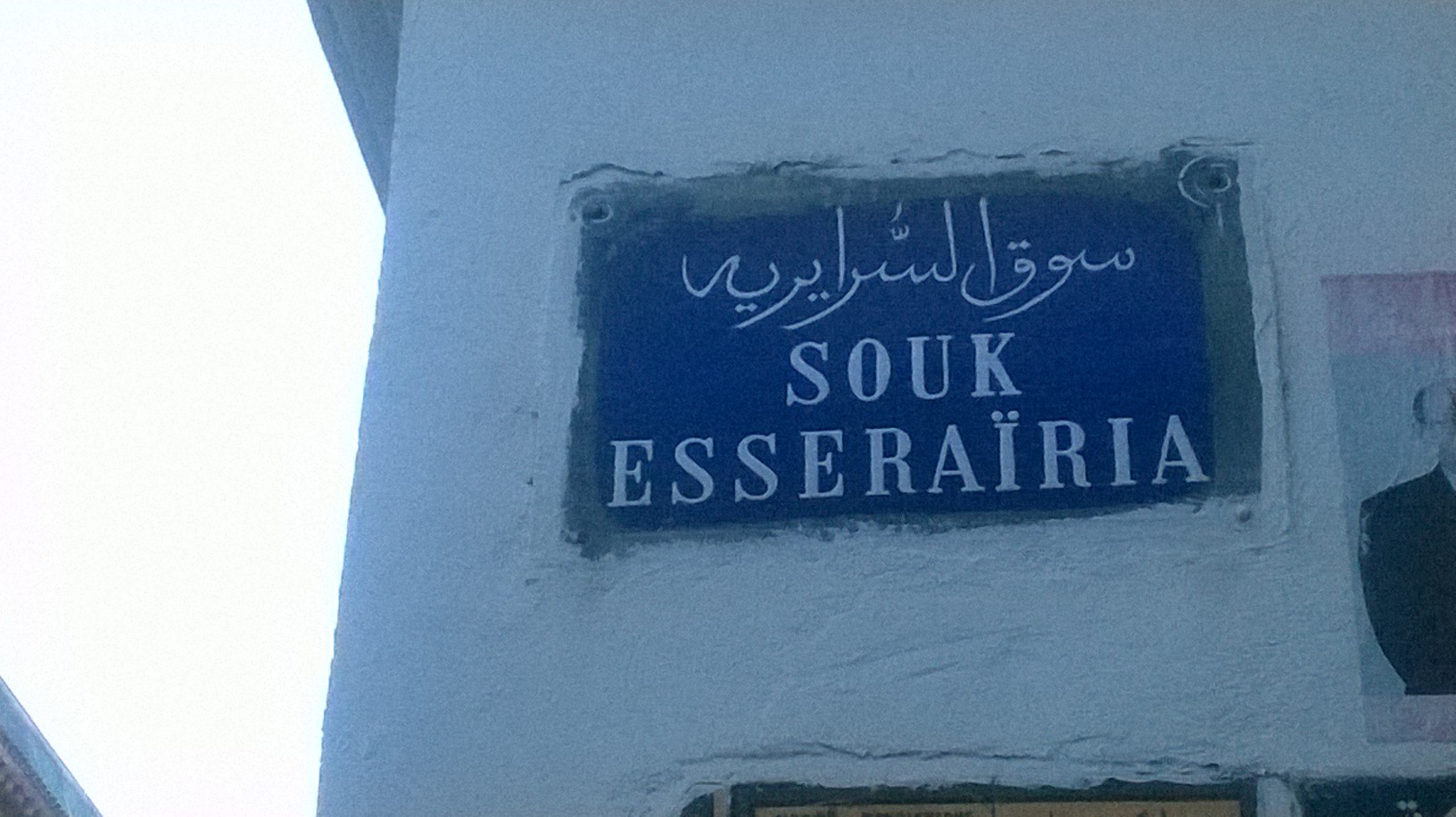
Plaque métallique indiquant le souk Esserairia.

Le souk Esserairia ou souk des Armuriers est spécialisé dans la fabrication de la crosse de fusil.
Il est situé à l'est de la mosquée Zitouna, en parallèle de la rue Jemaâ Zitouna.

## Souk Saïda El Manoubia

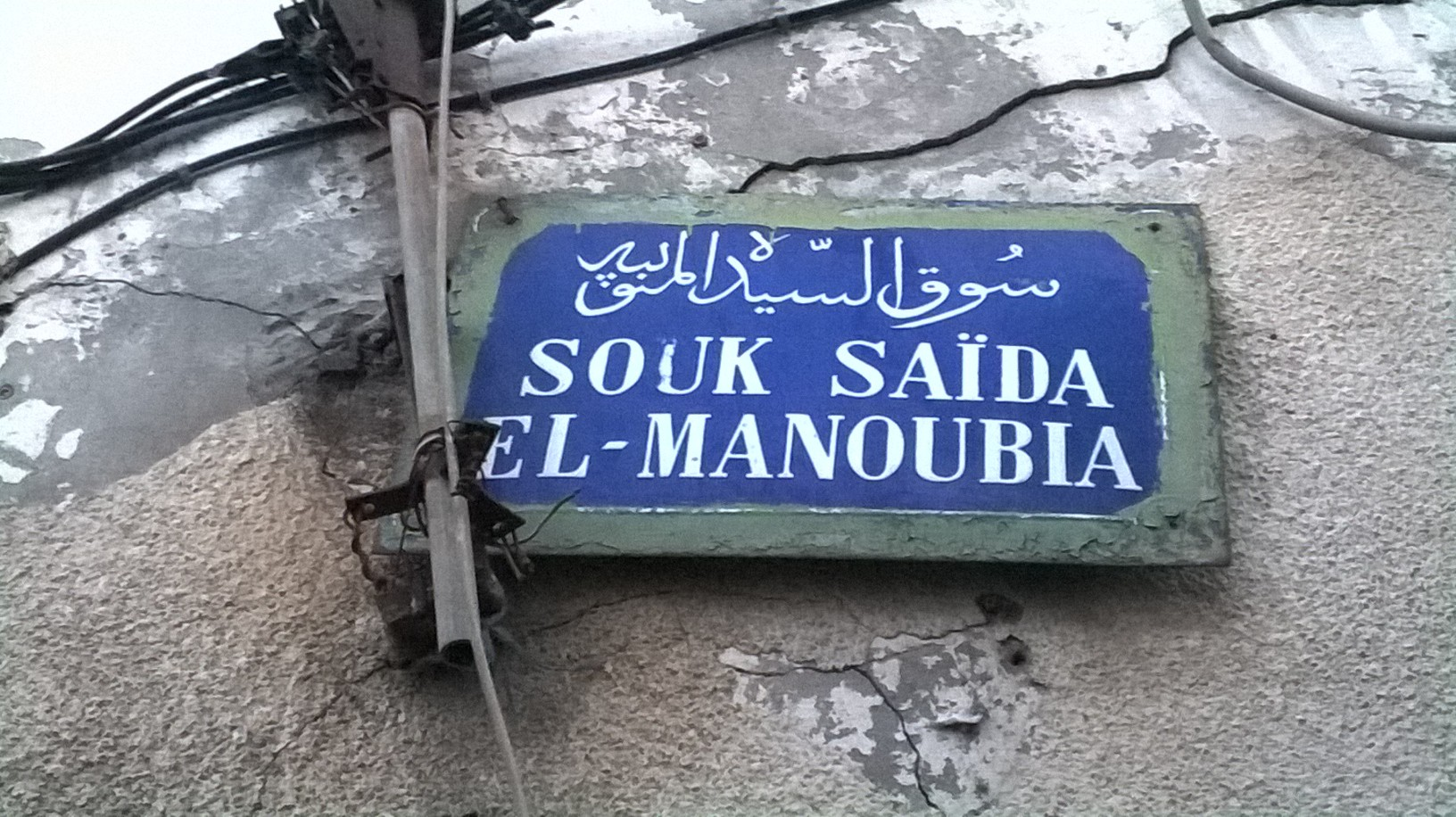
Plaque métallique indiquant le souk Saïda El Manoubia.

Le souk Saïda El Manoubia tire son nom de la sainte tunisienne Saïda Manoubia qui est une élève d'Abou Hassan al-Chadhili. Il est situé dans le faubourg sud de la médina, près de Bab El Gorjani.

## Souk Sidi Abdessalem
Ce souk, spécialisé dans la vente de la ferraille, tire son nom du saint Abdessalam Lasmar (en), savant musulman d’origine libyenne.
Il se trouve en continuité du souk El Jedidet près de Bab Sidi Abdessalem, l'une des portes de la médina.

## Souk Sidi Boumendil
Le souk Sidi Boumendil est l'un des souks populaires de la ville, situé à l'entrée orientale de la médina. Il est spécialisé dans la vente de produits importés de Chine et d'Asie de l'Est via la Libye ; ces marchandises se caractérisent par leur qualité et leur prix réduit.
Il est situé à l'entrée orientale de la médina de Tunis, dans une rue portant le même nom et parallèle à la rue El Jazira.

## Souk Sidi El Bahri
Il est l'un des souks du faubourg nord de la médina de Tunis. Daté du protectorat français, ses produits sont divers et destinés à une utilisation quotidienne.
Il est situé près de Bab El Khadra, l'une des portes de la médina.

## Souk Sidi Mahrez
Il est spécialisé dans la vente de tissus. Il tire son nom du saint Sidi Mahrez.
Il est situé au sud de Bab Souika, sur la rue Sidi Mahrez.

## Souk Sidi Sridek
Le souk Sidi Sridek, qui vend des produits divers et destinés à une utilisation quotidienne, est situé dans le quartier de la Hafsia. Il est édifié en 1940 sous le protectorat français, à l'initiative d'Ahmed II Bey.
Le souk est situé sur la rue Sidi Sridek, dans le quartier de la Hafsia.